# Semana Santa en Quetzaltenango
La Semana Santa en Quetzaltenango es una conmemoración religiosa anual que recuerda la pasión, muerte y resurrección de Jesucristo. Aunque no se tiene un dato exacto de cuándo comenzaron las primeras celebraciones, las primeras cofradías de pasión datan entre los siglos XVII y XVIII, con registros del acto del descendimiento en Viernes Santo en 1637, probablemente por la Cofradía de la Santa Cruz, la Cofradía de la Expiración en 1673 (actual Asociación del Señor Sepultado de Catedral), la Hermandad de la Caridad de Jesús Nazareno (hoy conocida como Hermandad del Justo Juez) en 1705, y de la Cofradía del Ecce Homo (actualmente cofradía de Jesús de la Paciencia) en 1740. Durante la Cuaresma y la Semana Santa, las calles de Quetzaltenango se adornan con el color morado y se convierten en escenario de prácticas religiosas, como las procesiones, la elaboración de alfombras de aserrín y flores, y la interpretación de marchas fúnebres.
Esta celebración incorpora tanto elementos de origen indígena, especialmente de las etnias k'iché y mam, como españoles, que han modelado las tradiciones locales a lo largo del tiempo. Las hermandades, cofradías y asociaciones, que han mantenido estas prácticas durante décadas y, en algunos casos, siglos, participan en la continuidad de estas tradiciones. La Semana Santa también se manifiesta como una festividad que involucra a diversos estratos sociales, fomentando la participación comunitaria y el fortalecimiento de la identidad local.
Entre las tradiciones asociadas a esta época también se incluye la gastronomía típica, con platillos como el pan de yemas (o pan de recado), el dulce de Garbanzo y el chocolate artesanal, que acompañan estas celebraciones, así como las romerías de los Viernes de Cuaresma, donde los fieles realizan peregrinaciones hacia diferentes iglesias. La Semana Santa en Quetzaltenango es un evento religioso que también está vinculada a la identidad local y a la continuidad de tradiciones culturales. Además, esta celebración forma parte de la Semana Santa en Guatemala, que fue reconocida como patrimonio cultural inmaterial de la humanidad por la UNESCO en 2022.

## Historia

### Origen
Las primeras manifestaciones de Semana Santa en Quetzaltenango se originaron con la llegada de los españoles en 1524, según el antropólogo José Ignacio Camey. No obstante, algunos historiadores sostienen que ciertos actos rituales de origen maya, como portar en andas a figuras importantes, podrían tener similitudes con las procesiones cristianas actuales, aunque estas tradiciones mayas no estaban relacionadas con el cristianismo. Según Camey, la evangelización de los pueblos indígenas y la introducción de las cofradías católicas resultaron en un proceso de sincretismo religioso, en el que los indígenas participaron como un medio para preservar su estructura de autoridad y elementos de su cultura ancestral dentro del rito católico.
Para facilitar el proceso de evangelización, la ciudad fue dividida en barrios o "cantones" donde se hallaban Tzijolbaltzij o altares mayas, siendo estos remplazados por ermitas, cuya finalidad era agrupar a los indígenas para predicarles, fomentando la creación de cofradías, ya que se evidencia que los indigenas principales estaban dentro de estas, como el caso de Sebastian Velasquez Tzunum, que perteneció a la cofradía de San Sebastian, Las animas y la virgen de la Asunción, Sebastian era bisnieto del Ajpop Hutzitzil Tzunum. De estas ermitas se tiene noticia en 1669, donde los principales K'iche' mencionan que las cuatro ermitas de San Nicolás, San Sebastian, San Bartolomé y San Antonio fueron construidas de arriba hacia abajo por los nueve calpules de Quetzaltenango. De hecho, la primera ermita construida en Guatemala se encuentra en Salcajá, a unos pocos kilómetros de Quetzaltenango.

#### Primeras asociaciones
El registro más antiguo sobre las agrupaciones religiosas (cofradías) en la ciudad se halla en un documento de la Cofradía de San Sebastián, que menciona un conflicto entre las autoridades locales y la cofradía. En dicho documento se hace referencia a doce cofradías:
- Cofradía del Santísimo Sacramento de los Principales
- Cofradía del Santísimo Sacramento de los Jergueros
- Cofradía de la Asunción de Nuestra Señora
- Cofradía de la Santa Cruz
- Cofradía de Nuestra Señora del Pópulo de los Cantores
- Cofradía de Nuestra Señora del Rosario de los Cantores
- Cofradía de Nuestro Señor San Francisco
- Cofradía de San Antonio
- Cofradía de San Nicolás
- Cofradía de San Bartolomé
- Cofradía de San Sebastián
- Cofradía de las Ánimas.[20]

También se conserva una petición escrita de 1673 en la que se solicita la fundación de la Cofradía del Cristo de la Expiración. En este documento se menciona que el acto del descendimiento en Viernes Santo era llevado a cabo por los principales del pueblo, probablemente reunidos en la Cofradía de la Santa Cruz, llevaban 36 años organizando el acto del descendimiento, lo que indica que ya existía en 1637.
Posteriormente, en 1680 en una carta de queja por un conflicto entre el gobernador indígena y los cofrades de la Cofradía del Santísimo Sacramento menciona la existencia de dieciocho cofradías. Más adelante, en la "Relación de Conventos de Guatemala" de Fray Francisco de Suaza, se documenta la existencia de veintidós cofradías en Quetzaltenango, aunque sin especificar sus nombres. Además, en 1705, un testamento menciona a la Hermandad de la Caridad de Jesús Nazareno.
En 1735, durante una visita pastoral del obispo Juan Gómez de Parada y Mendoza, se documentan dos cofradías de Jesús Nazareno de la parroquia del Espiritu Santo:
- Cofradía de Jesús Nazareno de Ladinos (en ese entonces, el término "ladino" hacía referencia a indigenas bilingües o hábiles en hablar y escribir castellano, mismo que les permitía acceder a cargos políticos. También usaban el término para englobar a las etnias indigenas, españoles, mestizos y mulatos).
- Cofradía de Jesús Nazareno de Indios.[23]

Cinco años después, en 1740, el primer arzobispo de la diócesis de Guatemala, Pedro Pardo de Figueroa, registró la existencia de más cofradías en la región.

### SigloXIX
A inicios del siglo XIX, la religión desempeñaba un papel importante en la vida de la sociedad guatemalteca, donde el catolicismo era la única religión oficialmente reconocida y la educación estaba controlada por la Iglesia. Durante este período, las cofradías adquirieron una relevancia significativa. 
Los liberales, que ostentaban el poder político en España, utilizaron el modelo de "municipio", reestructurado en 1812 por las Cortes de Cádiz, para eliminar el dualismo existente entre los gobiernos indígenas y el gobierno español. En este contexto, se intentó abolir las organizaciones representativas de los indígenas, como las cofradías y los cabildos por lo que, gracias al apoyo del clero, se comenzó a restringir la autonomía local indígena, aunque esta situación fue contrarrestada por la proliferación de cofradías.

#### Época independentista (1821)
Con la proclamación de la independencia de Guatemala de España en 1821, se evidenció una división de intereses entre los sectores populares y las élites liberales y conservadoras. La naturaleza centralista del nuevo gobierno planteó, nuevamente, la abolición de instituciones tradicionales, como las cofradías. En la región occidental, se fortaleció una amplia red de pueblos indígenas gobernados por un sistema de cabildos y cofradías, lo que llevó a abusos y arbitrariedades por parte del gobierno. A pesar de esto, dichas instituciones se consolidaron como formas de gobierno de los pueblos, permitiendo que estos permanecieran dentro o al margen del orden colonial oficial.
Posteriormente, la situación de la Iglesia Católica se vio amenazada cuando Francisco Morazán asumió el poder en 1829, lo que resultó en la expropiación de los bienes de la Iglesia y de las cofradías. Esta situación se extendió hasta 1839, cuando Rafael Carrera llegó a la presidencia, defendiendo las tradiciones católicas.
Ese mismo año, 1839, el historiador estadounidense John Lloyd Stephens asistió a la procesión nocturna del Jueves Santo en Quetzaltenango y registró sus impresiones sobre la Semana Santa en la ciudad. Stephens describió cómo los participantes, en su mayoría indígenas, llevaban cirios y figuras religiosas, incluyendo una imagen de Judith con una espada y la cabeza de Holofernes, el arcángel Gabriel, y Cristo cargando su cruz. Mujeres con niños y jóvenes vestidas de blanco, que simulaban ángeles, acompañaban el desfile junto a figuras como los "moros" en una representación armada. Stephens también observó cómo las procesiones se organizaban con música de tambores y violines y destacó la profunda devoción de los asistentes.

#### Revolución Liberal de 1871
La Revolución Liberal del 30 de junio de 1871 marcó el inicio de profundas transformaciones en los sistemas políticos, económicos y sociales de Guatemala. A nivel religioso, este periodo se caracterizó por un constante enfrentamiento entre el Estado y la Iglesia Católica.
Con la llegada al poder de los liberales, liderados por Miguel García Granados y Justo Rufino Barrios, se redujo la influencia de los conservadores y se implementaron nuevas políticas. En el ámbito político, se buscó la separación de las instituciones, lo que llevó a la expropiación de los bienes de la Iglesia y a la expulsión de órdenes religiosas del país.
Para alcanzar sus objetivos, el gobierno liberal llevó a cabo una intensa campaña de propaganda en los medios de comunicación de la época, aprovechando la promulgación de la libertad de prensa el 5 de julio. El historiador Cal Montoya, en su obra "La Iglesia de Guatemala ante la Reforma Liberal (1871-1878)", señala que "más que destruir a la iglesia, lo que se perseguía era reducirla a un estado de subordinación más estricto".
Una de las órdenes más perseguidas fue la de los jesuitas, quienes tenían una notable influencia en la educación nacional. La persecución comenzó en Quetzaltenango, donde, el diario "El Malacate" publicó artículos en contra de dicha orden. A pesar de sus intentos de apelar a las autoridades para detener estas publicaciones, se determinó que su presencia en el país era ilegal, ya que la Asamblea Nacional no había aprobado el restablecimiento de la orden. Esto quedó registrado en un acta del 2 de agosto de 1871 en el Palacio del Ayuntamiento (hoy Palacio Municipal), donde se les acusaba de enriquecimiento ilícito y de evadir impuestos, entre otros cargos.
El sacerdote Rafael Pérez menciona que Barrios ordenó rodear el Palacio del Ayuntamiento, forzando a algunos ciudadanos quetzaltecos, que tenían vínculos con los jesuitas, a firmar el acta bajo amenazas. Sin embargo, Cal Montoya cuestiona la veracidad de estas afirmaciones, dado que el informe que menciona el hecho contiene ataques contra los liberales. Los jesuitas fueron notificados de la orden de abandonar la ciudad a las 9 de la noche del 12 de agosto, debiendo salir hacia la Ciudad de Guatemala a más tardar a las 3 de la mañana del día siguiente.
Montoya también señala que es difícil determinar con certeza las razones detrás de la expulsión de los jesuitas, aunque su relación con el papado y su visión de la misión de la Iglesia Universal podrían haber representado un obstáculo para los intereses políticos y económicos del gobierno. Otros líderes religiosos, como Sor Encarnación Rosal y el párroco Rafael Pérez, también fueron expulsados, seguidos por otras órdenes religiosas, como la Congregación de San Felipe Neri, los franciscanos y los dominicos.
La noticia de estas expulsiones generó una ola de artículos anónimos en los que se exigían explicaciones al gobierno. Mientras tanto, los simpatizantes del movimiento liberal justificaron las acciones, acusando a los jesuitas de estar involucrados en crímenes durante la revolución. Así, la orden religiosa se convirtió en el blanco de diversas acusaciones de conspiración.
Cuando el gobierno publicó un boletín explicando sus acciones, se insistió en que no se trataba de un ataque a la religión, sino de una medida para preservar la paz pública y evitar posibles males. Además, se advirtió a quienes se oponían a este movimiento que el presidente estaba autorizado para hacer cumplir los principios revolucionarios y que no toleraría ataques de los llamados "defensores de la iglesia".
En mayo de 1872, Barrios promulgó nueve decretos, la mayoría de los cuales reforzaban la reforma religiosa. Entre ellos, se prohibió de manera perpetua el regreso de los jesuitas al país, se nacionalizaron sus bienes y se cerraron todas las comunidades religiosas masculinas, confiscando sus propiedades. Se les ofreció a los religiosos la opción de salir del país a cambio de una compensación o permanecer como clérigos seculares con derechos ciudadanos. En años posteriores, Barrios nacionalizó todas las propiedades religiosas, argumentando que se destinarían al desarrollo agrícola e industrial, y autorizó la presencia de iglesias protestantes en el país, lo que afectó indirectamente la influencia de la Iglesia católica en la población, mientras que el 12 de marzo de 1873, se abolió el fuero eclesiástico, se prohibió la celebración de ceremonias religiosas fuera del templo y se restringió el uso de atuendos religiosos.
En 1882, el gobierno prohibió las procesiones fuera de las iglesias, junto con la disminución de las actividades Cuaresmales y eucarísticas, aunque es posible que el efecto de estas medidas haya sido limitado.
El presidente Manuel Lisandro Barillas, quien ocupó el poder entre 1885 y 1892, continuó implementando una serie de medidas anticlericales. Entre estas, destaca la prohibición de la publicación y difusión de cartas pastorales, al mismo tiempo que promovió las artes en Guatemala. Otros de sus decretos incluyeron la prohibición del ingreso de ministros de culto y clero extranjero, así como la obligación de que sacerdotes y seminaristas prestaran servicio militar.
Con la llegada de José María Reina Barrios al poder el 15 de marzo de 1892, las políticas en contra de la Iglesia católica comenzaron a disminuir. Esto se debió, en parte, al descontento popular por la mala administración del gobierno, a la modificación de la constitución para permitir su reelección y a los levantamientos en Quetzaltenango y San Marcos. Como resultado, se repatriaron a los guatemaltecos exiliados el 1 de marzo de 1897, lo que permitió un mayor espacio para la participación en actividades religiosas.
La Reforma Liberal tuvo un impacto directo en la celebración de la Semana Santa en Quetzaltenango. La confiscación de bienes materiales, el escaso interés de la población provocado por las reformas y las estrictas políticas en contra de los grupos relacionados con la Iglesia llevaron a la desaparición o expulsión de muchas cofradías, hermandades y asociaciones, aunque algunas se refundaron entre finales del siglo XIX e inicios del siglo XX.

### SigloXX

#### Restructuración de la iglesia
El 8 de febrero de 1898, fue asesinado el presidente Reina Barrios, lo que llevó a Manuel Estrada Cabrera a asumir el poder. Este cambio generó un periodo de caos social caracterizado por la incertidumbre y la inseguridad. En este contexto, durante la primera década del siglo XX, la Iglesia católica en Guatemala se reorganizó, fortaleciendo sus tradiciones y restaurando el Cabildo Eclesiástico, aunque contaba con un número limitado de asociaciones, cofradías, hermandades, congregaciones y órdenes.
La reforma del Arancel Eclesiástico, que actualizó los costos de los servicios religiosos, junto con la modernización de las hermandades y el uso de medios de comunicación para la difusión del evangelio, facilitó la adaptación de la Iglesia al nuevo gobierno liberal. Como resultado de estas acciones, se mejoró la percepción pública de la Iglesia como institución, lo que culminó en la creación de la arquidiócesis de Los Altos, que incluye a Quetzaltenango, en 1925.
Durante esta época, las órdenes religiosas que habían sido expulsadas fueron autorizadas a regresar, y se levantaron las prohibiciones establecidas en el pasado. Un ejemplo notable fue el retorno de los jesuitas, quienes regresaron a Guatemala en 1938 durante el gobierno de Jorge Ubico. Durante su administración, no hubo hostigamiento ni persecución hacia la Iglesia.
Las cofradías, que se transformaron en hermandades o asociaciones, permitieron a los feligreses expresar su devoción a través de las procesiones de pasión, especialmente después de que se levantara la prohibición de realizarlas fuera de las iglesias. Estas actividades fomentaron las prácticas religiosas católicas, ayudando a restablecer su presencia en la vida comunitaria.

#### Terremoto de 1902 y la erupción del Santa María
El 18 de abril de 1902, durante la noche, se produjo el terremoto de San Perfecto, que alcanzó una intensidad de 7.5 grados y dejó aproximadamente 1000 fallecidos. Este sismo se atribuyó a la actividad volcánica en la región. Posteriormente, el 24 y 25 de octubre del mismo año, el volcán Santa María entró en erupción, lanzando una columna de arena pómez y ceniza de 30 kilómetros de altura durante 20 horas. Los materiales expulsados se dispersaron por el occidente de Guatemala y Chiapas, y se detectó ceniza volcánica en San Francisco, California, Estados Unidos. La erupción fue tan intensa que se pudo escuchar hasta en Honduras. 
El gobierno no realizó un cálculo oficial de las pérdidas humanas ni un inventario de daños inmediatos. Se ha argumentado que esto podría deberse a una falta de comprensión sobre la magnitud de la erupción o a la desinformación promovida por los medios de comunicación para evitar el pánico. No fue hasta diciembre de 1902 cuando el gobierno implementó medidas de ayuda, citando como motivo el terremoto de abril.
Estos desastres afectaron significativamente las estructuras religiosas de la región. Las ermitas de La Transfiguración, San Nicolás, San Bartolomé, San Antonio y San Sebastián resultaron destruidas; las dos últimas desaparecieron de manera definitiva. Las imágenes religiosas que pudieron ser rescatadas fueron trasladadas a viviendas particulares. Además, las cofradías y asociaciones religiosas sufrieron un impacto económico severo, agravando las dificultades que enfrentaban desde la reforma liberal. De este modo, nació la tradición que las cofradías mantengan a su titular en la casa del cofrade mayor.

#### Década revolucionaria (1944-1954)
El 20 de octubre de 1944 se produjo el derrocamiento de Jorge Ubico, en respuesta a la descontento generalizado con sus políticas represivas, que incluían la limitación de libertades civiles y condiciones laborales adversas. La revolución fue liderada por figuras como Juan José Arévalo Bermejo y Jacobo Árbenz Guzmán. Este periodo culminó en 1954 con un golpe de Estado respaldado por intereses extranjeros.
Inicialmente, sectores católicos apoyaron la Revolución, pero la proclamación de la Constitución de 1945 generó una nueva ruptura entre el Estado y la Iglesia. Esta constitución frustró los intentos de restablecer el poder de la Iglesia y estableció un sistema democrático que excluía a los analfabetos del derecho al voto, lo que complicó la estabilidad y gobernabilidad.
Durante este periodo, el gobierno promovió propaganda anticatólica, cerró emisoras de radio y favoreció a las iglesias protestantes, además de dificultar el ingreso de clérigos extranjeros.
No obstante, a pesar de las tensiones entre el Estado y la Iglesia, se mantuvieron las prácticas religiosas y la devoción hacia las imágenes. Asimismo, se respetaron las conmemoraciones de la Cuaresma y Semana Santa. Como resultado, las andas y cortejos procesionales continuaron creciendo en magnitud.

#### Conflicto Armado Interno (1960-1996)
El 13 de noviembre de 1960, se produjo una rebelión de oficiales del Ejército de Guatemala que intentaron llevar a cabo un golpe de Estado fallido contra el general Miguel Ydígoras Fuentes. Esta situación condujo a la formación de frentes guerrilleros que se enfrentaron al ejército, siendo establecidas las primeras guerrillas en 1962. En 1980, estas se unieron en la Unidad Revolucionaria Nacional Guatemalteca (URNG). El conflicto armado culminó el 29 de diciembre de 1996 con la firma de los Acuerdos de Paz Firme y Duradera entre la guerrilla y el gobierno, dejando un saldo de más de 200 000 muertos y desaparecidos
Durante este periodo, la población indígena fue uno de los sectores más afectados por la violencia. La Iglesia católica desempeñó un papel significativo al apoyar a esta población, al contribuir al desarrollo del movimiento indígena y facilitar la realización de los Acuerdos de Paz. Sin embargo, la Iglesia también sufrió persecuciones, especialmente en la década de 1980, cuando muchos catequistas y ministros de la comunión fueron asesinados, siendo considerados colaboradores de los grupos guerrilleros. Esta situación llevó a algunas personas a buscar refugio en las iglesias protestantes para salvaguardar su vida.
En el contexto del conflicto, los adornos de las andas en las procesiones reflejaron la situación crítica de las mayorías populares y de los pueblos oprimidos. Estos elementos se convirtieron en un medio de crítica hacia las condiciones impuestas por las políticas neoliberales de ajuste estructural, así como de la indiferencia de algunos sectores frente a los problemas de los pobres y marginados, y de los afectados por el conflicto armado.

#### Primeras décadas (2000-2020)
Con el fin del Conflicto Armado Interno y durante las primeras décadas del siglo XXI, la Semana Santa en Quetzaltenango experimentó transformaciones significativas, como el aumento en el tamaño de las andas procesionales y la recuperación de devociones que se habían perdido. Factores como el crecimiento urbano han contribuido a estas transformaciones, aumentando el número de integrantes de las asociaciones religiosas 

#### Pandemia de COVID-19 (2020-2022)
La Organización Mundial de la Salud (OMS) declaró el COVID-19 como una emergencia de salud pública de preocupación internacional el 30 de enero de 2020,  que finalizó el 5 de mayo de 2023, dejando un saldo de aproximadamente 7 millones de fallecidos, aunque es probable que la cifra real se acerque a los 20 millones a nivel global.
En Quetzaltenango, las procesiones y romerías fueron suspendidas en marzo de 2020 debido a las disposiciones gubernamentales del 14 de marzo en un comunicado del Gobierno de Guatemala. La última actividad que se realizó fue la romería del tercer viernes de Cuaresma el 13 de marzo. En 2021, el arzobispo de Los Altos, Mario Alberto Molina, estableció que las procesiones no salieran a las calles y las romerías se llevarían a cabo de manera virtual.
En 2022, las procesiones volvieron a las calles con protocolos de bioseguridad, como la exigencia de vacunación y el uso de mascarillas. La primera procesión extramuros fue la de Jesús Nazareno de San Juan de Dios, conocida como "El Canchito", el 6 de marzo de 2022. Algunas actividades continuaron con restricciones, y otras procesiones, como la del Justo Juez y Virgen de Dolores, se mantuvieron intramuros. Esto permitió que se diera un encuentro entre las imágenes del Justo Juez y Virgen de Dolores y Jesús Nazareno de San Juan de Dios, lo que, en circunstancias normales, es imposible debido a los cortejos de Viernes Santo de ambas imágenes, que siguen recorridos independientes y no se cruzan.

#### Nueva Normalidad (2023 - 2024)
Con el levantamiento de las restricciones sanitarias en 2023, la Semana Santa en Quetzaltenango regresó a su formato habitual, aunque algunas asociaciones no reanudaron completamente sus actividades hasta 2024.
El historiador Francisco Cajas señala que, a pesar de la oposición de algunos sectores protestantes, las tradiciones han continuado desarrollándose y han logrado atraer a jóvenes interesados en mantener las costumbres religiosas.

## Impacto

### Social
La Semana Santa es una fiesta social en la cual se involucran prácticamente todos los estratos sociales. Existe una participación de los individuos en diferentes roles, ya sea en la decoración, como socios en alguna hermandad o cofradía, como músicos, cargadores, religiosos o como espectadores.
El historiador Celso Lara Figueroa, en su artículo "Las cofradías guatemaltecas" (2013), menciona que "sin la cofradía guatemalteca, la religiosidad y cosmogonía maya no hubiesen logrado llegar hasta nuestros días [...]", destacando que "la cofradía es la institución más importante en Guatemala, porque permite la reproducción de la religiosidad y la cosmogonía maya [...]".
El historiador José Camey señala que "la celebración de la Semana Santa es un elemento transgeneracional, que ha permitido que sobreviva la organización de cofradías, hoy en su mayoría hermandades, implicando un elemento común identitario que conforma la estructura socio-cultural quetzalteca, constituyendo también un reducto familiar de clases económicas y sociales que perviven, ya sea de hecho o por nostalgia, dentro de estas estructuras religiosas".
No obstante, la interacción entre las costumbres indígenas y ladinas en Quetzaltenango ha generado diferencias en algunas hermandades. Un ejemplo es la Hermandad del Señor Sepultado y Virgen de Dolores de la parroquia de San Nicolás, que ha establecido, por condición de la anterior dueña de la imagen, que la organización y los encargados de sus procesiones deben ser exclusivamente de origen ladino. Esta exclusividad también se observa en algunas asociaciones de carácter indígena, donde se mantienen criterios similares en la organización de sus actividades.
En la actualidad, la diferencia principal entre cofradías y hermandades es que las primeras suelen resguardar a sus titulares en las casas de sus cofrades mayores, mientras que las asociaciones y hermandades no lo hacen, aunque aquellas que se originaron a partir de una cofradía mantienen una réplica, conocida como "de cofradía", en la casa del presidente o del expresidente de la institución. Las expresiones de Semana Santa han evolucionado significativamente hasta el siglo XXI, integrando tanto elementos tradicionales como nuevas manifestaciones culturales.
Además de la participación directa en la organización y desarrollo de las procesiones, también se destaca la gran concurrencia de público que acompaña los cortejos, especialmente durante el Viernes Santo, cuando el Parque Central alcanza su máxima concurrencia. John Lubans, quien observó estas celebraciones en 1996, describe esta escena como una combinación de luces, incienso, música y devoción colectiva bajo la luna llena, transformando el espacio en un entorno cargado de simbolismo religioso y cohesión social. Lubans compara esta atmósfera con un friso de Goya, debido a las nubes de incienso, la iluminación de las plataformas y las expresiones de los participantes.

### Económico
La Semana Santa es un período significativo para el turismo en Guatemala, y Quetzaltenango se posiciona como uno de los destinos visitados durante esta época. Según el Instituto Guatemalteco de Turismo (INGUAT), en 2023, Quetzaltenango recibió 295 359 visitantes (nacionales e internacionales), mientras que en 2024, se reportaron 358 828 visitantes.

## Prácticas Culturales

### Romerías de los viernes de Cuaresma
Una romería consiste en la visita y veneración a las imágenes de pasión de una iglesia. Este término se deriva de la flor del romero, que es característica de la época Cuaresmal por su color morado. En Quetzaltenango, cada viernes de Cuaresma se lleva a cabo una romería en distintas iglesias de la ciudad, las cuales comprenden diversas actividades:
- Feria: Alrededor de las iglesias se coloca una feria con juegos mecánicos y puestos de comida típica.[12]
- Visita a las imágenes de pasión: Es la actividad con mayor importancia, y se desarrolla a lo largo del día. Durante la visita, los feligreses pueden acercarse a las imágenes de pasión de cada iglesia. Las distintas asociaciones encargadas de estas imágenes preparan pequeños altares para la ocasión. Es posible dejar una ofrenda, tras lo cual el devoto recibe una pieza de corozo, una vela, un cromo o una flor de romero, de ahí el término "romería". [12] Debido a que algunas imágenes se resguardan en las casas de los presidentes de sus asociaciones (principalmente aquellas bajo la custodia de cofradías), este es uno de los pocos momentos en que el público puede tener contacto con ellas.
- Cortejos infantiles: Cada viernes de Cuaresma, alguna hermandad perteneciente a la iglesia donde se lleva a cabo la romería organiza una procesión infantil con una réplica de sus titulares. [12]

| LISTADO DE ROMERÍAS                            | LISTADO DE ROMERÍAS                                                             | LISTADO DE ROMERÍAS | LISTADO DE ROMERÍAS                                                            |
| Dia                                            | Templo o Parroquia                                                              | Historia | Imagenes                                                                       |
| ---------------------------------------------- | ------------------------------------------------------------------------------- | --- | ------------------------------------------------------------------------------ |
| Primer Viernes de Cuaresma                     | Parroquia de Nuestra Señora de Soledad, Templo El Calvario                      | Es la más antigua de las romerías de la Cuaresma, puesto que se lleva a cabo desde 1844, es también la más grande, atrayendo a devotos y mercaderes de Guatemala y el sur de México. | Señor de las 3 caídas                                                          |
| Primer Viernes de Cuaresma                     | Parroquia de Nuestra Señora de Soledad, Templo El Calvario                      | Es la más antigua de las romerías de la Cuaresma, puesto que se lleva a cabo desde 1844, es también la más grande, atrayendo a devotos y mercaderes de Guatemala y el sur de México. | Coronada y Consagrada imagen de la Virgen de Soledad, "Reina de la Fe"         |
| Segundo Viernes de Cuaresma                    | Santa Iglesia Catedral Metropolitana de Los Altos, Parroquia del Espíritu Santo | Debido a los terremotos que azotaron a la ciudad, el templo se reconstruyó a fines del siglo XIX e inicios del XX, conservando la capilla del Rosario, el campanario y la fachada barroca. En 1934, La Hermandad del Justo Juez organizó una romería enfocada en el Nazareno, en donde también se colaboró con el comité de construcción. En 1935 se acordó que las limosnas recolectadas serían donadas a la Catedral. Esta romería sería interrumpida entre 1936 y 1940 por órdenes del obispo, retomándose por orden del Vicario de la Catedral en 1941. Conforme el paso del tiempo, se fueron incorporando las otras asociaciones de la catedral. | Justo Juez                                                                     |
| Segundo Viernes de Cuaresma                    | Santa Iglesia Catedral Metropolitana de Los Altos, Parroquia del Espíritu Santo | Debido a los terremotos que azotaron a la ciudad, el templo se reconstruyó a fines del siglo XIX e inicios del XX, conservando la capilla del Rosario, el campanario y la fachada barroca. En 1934, La Hermandad del Justo Juez organizó una romería enfocada en el Nazareno, en donde también se colaboró con el comité de construcción. En 1935 se acordó que las limosnas recolectadas serían donadas a la Catedral. Esta romería sería interrumpida entre 1936 y 1940 por órdenes del obispo, retomándose por orden del Vicario de la Catedral en 1941. Conforme el paso del tiempo, se fueron incorporando las otras asociaciones de la catedral. | Virgen de Dolores del Justo Juez                                               |
| Segundo Viernes de Cuaresma                    | Santa Iglesia Catedral Metropolitana de Los Altos, Parroquia del Espíritu Santo | Debido a los terremotos que azotaron a la ciudad, el templo se reconstruyó a fines del siglo XIX e inicios del XX, conservando la capilla del Rosario, el campanario y la fachada barroca. En 1934, La Hermandad del Justo Juez organizó una romería enfocada en el Nazareno, en donde también se colaboró con el comité de construcción. En 1935 se acordó que las limosnas recolectadas serían donadas a la Catedral. Esta romería sería interrumpida entre 1936 y 1940 por órdenes del obispo, retomándose por orden del Vicario de la Catedral en 1941. Conforme el paso del tiempo, se fueron incorporando las otras asociaciones de la catedral. | Jesús de la Columna                                                            |
| Segundo Viernes de Cuaresma                    | Santa Iglesia Catedral Metropolitana de Los Altos, Parroquia del Espíritu Santo | Debido a los terremotos que azotaron a la ciudad, el templo se reconstruyó a fines del siglo XIX e inicios del XX, conservando la capilla del Rosario, el campanario y la fachada barroca. En 1934, La Hermandad del Justo Juez organizó una romería enfocada en el Nazareno, en donde también se colaboró con el comité de construcción. En 1935 se acordó que las limosnas recolectadas serían donadas a la Catedral. Esta romería sería interrumpida entre 1936 y 1940 por órdenes del obispo, retomándose por orden del Vicario de la Catedral en 1941. Conforme el paso del tiempo, se fueron incorporando las otras asociaciones de la catedral. | Jesús de la Paciencia                                                          |
| Segundo Viernes de Cuaresma                    | Santa Iglesia Catedral Metropolitana de Los Altos, Parroquia del Espíritu Santo | Debido a los terremotos que azotaron a la ciudad, el templo se reconstruyó a fines del siglo XIX e inicios del XX, conservando la capilla del Rosario, el campanario y la fachada barroca. En 1934, La Hermandad del Justo Juez organizó una romería enfocada en el Nazareno, en donde también se colaboró con el comité de construcción. En 1935 se acordó que las limosnas recolectadas serían donadas a la Catedral. Esta romería sería interrumpida entre 1936 y 1940 por órdenes del obispo, retomándose por orden del Vicario de la Catedral en 1941. Conforme el paso del tiempo, se fueron incorporando las otras asociaciones de la catedral. | Virgen de Dolores de Jesús de la Paciencia                                     |
| Segundo Viernes de Cuaresma                    | Santa Iglesia Catedral Metropolitana de Los Altos, Parroquia del Espíritu Santo | Debido a los terremotos que azotaron a la ciudad, el templo se reconstruyó a fines del siglo XIX e inicios del XX, conservando la capilla del Rosario, el campanario y la fachada barroca. En 1934, La Hermandad del Justo Juez organizó una romería enfocada en el Nazareno, en donde también se colaboró con el comité de construcción. En 1935 se acordó que las limosnas recolectadas serían donadas a la Catedral. Esta romería sería interrumpida entre 1936 y 1940 por órdenes del obispo, retomándose por orden del Vicario de la Catedral en 1941. Conforme el paso del tiempo, se fueron incorporando las otras asociaciones de la catedral. | Señor Sepultado                                                                |
| Segundo Viernes de Cuaresma                    | Santa Iglesia Catedral Metropolitana de Los Altos, Parroquia del Espíritu Santo | Debido a los terremotos que azotaron a la ciudad, el templo se reconstruyó a fines del siglo XIX e inicios del XX, conservando la capilla del Rosario, el campanario y la fachada barroca. En 1934, La Hermandad del Justo Juez organizó una romería enfocada en el Nazareno, en donde también se colaboró con el comité de construcción. En 1935 se acordó que las limosnas recolectadas serían donadas a la Catedral. Esta romería sería interrumpida entre 1936 y 1940 por órdenes del obispo, retomándose por orden del Vicario de la Catedral en 1941. Conforme el paso del tiempo, se fueron incorporando las otras asociaciones de la catedral. | Virgen de Dolores del Señor Sepultado                                          |
| Tercer Viernes de Cuaresma                     | Parroquia de San Bartolomé                                                      | En el siglo XVI, se construyó la ermita El Calvario en las faldas de los cerros, conocida como "San Bartolomé" o "Antiguo Calvario". Después de ser dañada por el Terremoto de San Perfecto, fue reconstruida y convertida en parroquia por los padres franciscanos. A mediados del siglo XX, la creación de la imagen del Cristo Sepultado por el escultor Julio Dubois impulsó la romería del Tercer Viernes, cuyo objetivo era recaudar fondos para la construcción de la parroquia. | Jesús Nazareno del Barrio de San Bartolomé                                     |
| Tercer Viernes de Cuaresma                     | Parroquia de San Bartolomé                                                      | En el siglo XVI, se construyó la ermita El Calvario en las faldas de los cerros, conocida como "San Bartolomé" o "Antiguo Calvario". Después de ser dañada por el Terremoto de San Perfecto, fue reconstruida y convertida en parroquia por los padres franciscanos. A mediados del siglo XX, la creación de la imagen del Cristo Sepultado por el escultor Julio Dubois impulsó la romería del Tercer Viernes, cuyo objetivo era recaudar fondos para la construcción de la parroquia. | María Santísima de los Dolores                                                 |
| Tercer Viernes de Cuaresma                     | Parroquia de San Bartolomé                                                      | En el siglo XVI, se construyó la ermita El Calvario en las faldas de los cerros, conocida como "San Bartolomé" o "Antiguo Calvario". Después de ser dañada por el Terremoto de San Perfecto, fue reconstruida y convertida en parroquia por los padres franciscanos. A mediados del siglo XX, la creación de la imagen del Cristo Sepultado por el escultor Julio Dubois impulsó la romería del Tercer Viernes, cuyo objetivo era recaudar fondos para la construcción de la parroquia. | Señor Sepultado                                                                |
| Tercer Viernes de Cuaresma                     | Parroquia de San Bartolomé                                                      | En el siglo XVI, se construyó la ermita El Calvario en las faldas de los cerros, conocida como "San Bartolomé" o "Antiguo Calvario". Después de ser dañada por el Terremoto de San Perfecto, fue reconstruida y convertida en parroquia por los padres franciscanos. A mediados del siglo XX, la creación de la imagen del Cristo Sepultado por el escultor Julio Dubois impulsó la romería del Tercer Viernes, cuyo objetivo era recaudar fondos para la construcción de la parroquia. | Virgen de Dolores del Señor Sepultado                                          |
| Tercer Viernes de Cuaresma                     | Parroquia de San Bartolomé                                                      | En el siglo XVI, se construyó la ermita El Calvario en las faldas de los cerros, conocida como "San Bartolomé" o "Antiguo Calvario". Después de ser dañada por el Terremoto de San Perfecto, fue reconstruida y convertida en parroquia por los padres franciscanos. A mediados del siglo XX, la creación de la imagen del Cristo Sepultado por el escultor Julio Dubois impulsó la romería del Tercer Viernes, cuyo objetivo era recaudar fondos para la construcción de la parroquia. | Cristo de Esquipulas                                                           |
| Cuarto Viernes de Cuaresma                     | Templo de la Transfiguración                                                    | | Señor Sepultado                                                                |
| Cuarto Viernes de Cuaresma                     | Templo de la Transfiguración                                                    | Virgen de Dolores del Señor Sepultado |                                                                                |
| Cuarto Viernes de Cuaresma                     | Templo de la Transfiguración                                                    | Jesús Nazareno Del Consuelo Infantil |                                                                                |
| Cuarto Viernes de Cuaresma                     | Templo de la Transfiguración                                                    | Virgen de Dolores Infantil |                                                                                |
| Cuarto Viernes de Cuaresma                     | Templo de la Transfiguración                                                    | Cristo Redentor del Mundo |                                                                                |
| Quinto Viernes de Cuaresma                     | Parroquia de San Nicolás de Tolentino, Templo del Sagrado Corazón de Jesús      | Luego de que la ermita de San Nicolás fuese destruida por el terremoto de San Perfecto, se inició la construcción de un nuevo templo en el actual cantón de la Democracia, inspirado en la catedral de Winchester. Este nuevo templo fue bendecido en el quinto viernes de Cuaresma de 1946, lo que marcó el inicio de la romería del quinto viernes de Cuaresma. | Consagrada Imagen del Señor Sepultado "Cristo de la Paz"                       |
| Quinto Viernes de Cuaresma                     | Parroquia de San Nicolás de Tolentino, Templo del Sagrado Corazón de Jesús      | Luego de que la ermita de San Nicolás fuese destruida por el terremoto de San Perfecto, se inició la construcción de un nuevo templo en el actual cantón de la Democracia, inspirado en la catedral de Winchester. Este nuevo templo fue bendecido en el quinto viernes de Cuaresma de 1946, lo que marcó el inicio de la romería del quinto viernes de Cuaresma. | Consagrada Imagen de la Virgen de Dolores                                      |
| Quinto Viernes de Cuaresma                     | Parroquia de San Nicolás de Tolentino, Templo del Sagrado Corazón de Jesús      | Luego de que la ermita de San Nicolás fuese destruida por el terremoto de San Perfecto, se inició la construcción de un nuevo templo en el actual cantón de la Democracia, inspirado en la catedral de Winchester. Este nuevo templo fue bendecido en el quinto viernes de Cuaresma de 1946, lo que marcó el inicio de la romería del quinto viernes de Cuaresma. | Jesús Nazareno Infantil, "Salvador de los Niños"                               |
| Quinto Viernes de Cuaresma                     | Parroquia de San Nicolás de Tolentino, Templo del Sagrado Corazón de Jesús      | Luego de que la ermita de San Nicolás fuese destruida por el terremoto de San Perfecto, se inició la construcción de un nuevo templo en el actual cantón de la Democracia, inspirado en la catedral de Winchester. Este nuevo templo fue bendecido en el quinto viernes de Cuaresma de 1946, lo que marcó el inicio de la romería del quinto viernes de Cuaresma. | Virgen de Dolores Infantil, "Reina del Jueves Santo"                           |
| Quinto Viernes de Cuaresma                     | Parroquia de San Nicolás de Tolentino, Templo del Sagrado Corazón de Jesús      | Luego de que la ermita de San Nicolás fuese destruida por el terremoto de San Perfecto, se inició la construcción de un nuevo templo en el actual cantón de la Democracia, inspirado en la catedral de Winchester. Este nuevo templo fue bendecido en el quinto viernes de Cuaresma de 1946, lo que marcó el inicio de la romería del quinto viernes de Cuaresma. | Niño Jesús de la Columna                                                       |
| Quinto Viernes de Cuaresma                     | Parroquia de San Nicolás de Tolentino, Templo del Sagrado Corazón de Jesús      | Luego de que la ermita de San Nicolás fuese destruida por el terremoto de San Perfecto, se inició la construcción de un nuevo templo en el actual cantón de la Democracia, inspirado en la catedral de Winchester. Este nuevo templo fue bendecido en el quinto viernes de Cuaresma de 1946, lo que marcó el inicio de la romería del quinto viernes de Cuaresma. | Señor Resucitado                                                               |
| Quinto Viernes de Cuaresma                     | Parroquia de San Nicolás de Tolentino, Templo del Sagrado Corazón de Jesús      | Luego de que la ermita de San Nicolás fuese destruida por el terremoto de San Perfecto, se inició la construcción de un nuevo templo en el actual cantón de la Democracia, inspirado en la catedral de Winchester. Este nuevo templo fue bendecido en el quinto viernes de Cuaresma de 1946, lo que marcó el inicio de la romería del quinto viernes de Cuaresma. | Virgen María                                                                   |
| Quinto Viernes de Cuaresma                     | Parroquia de San Nicolás de Tolentino, Templo del Sagrado Corazón de Jesús      | Luego de que la ermita de San Nicolás fuese destruida por el terremoto de San Perfecto, se inició la construcción de un nuevo templo en el actual cantón de la Democracia, inspirado en la catedral de Winchester. Este nuevo templo fue bendecido en el quinto viernes de Cuaresma de 1946, lo que marcó el inicio de la romería del quinto viernes de Cuaresma. | Nuestro Padre Jesús Cautivo                                                    |
| Quinto Viernes de Cuaresma                     | Parroquia de San Nicolás de Tolentino, Templo del Sagrado Corazón de Jesús      | Luego de que la ermita de San Nicolás fuese destruida por el terremoto de San Perfecto, se inició la construcción de un nuevo templo en el actual cantón de la Democracia, inspirado en la catedral de Winchester. Este nuevo templo fue bendecido en el quinto viernes de Cuaresma de 1946, lo que marcó el inicio de la romería del quinto viernes de Cuaresma. | Virgen de la Esperanza                                                         |
| Sexto Viernes de Cuaresma (Viernes de Dolores) | Rectoría de San Juan de Dios                                                    | | Consagrada Imagen de Jesús Nazareno "El Canchito", Protector de Quetzaltenango |
| Sexto Viernes de Cuaresma (Viernes de Dolores) | Rectoría de San Juan de Dios                                                    | Consagrada Imagen de la Virgen de Dolores de Anguiano |                                                                                |

### La Estación
Durante el siglo XIX, se estableció que todas las procesiones de Semana Santa en Quetzaltenango siguieran un recorrido preestablecido, conocido como "La Estación". Este recorrido estaba marcado por las capillas posas, pequeñas edificaciones religiosas erigidas alrededor del siglo XVII. Estas capillas servían como estaciones de descanso durante el rezo del Santo Vía Crucis y ofrecían un lugar de recogimiento para los fieles.
El recorrido de 'La Estación' se extendía desde la Catedral Metropolitana hasta el Calvario. La mayoría de estas capillas posas han desaparecido con el paso del tiempo, debido a cambios urbanísticos y a la falta de mantenimiento. Solo se conserva la última capilla del recorrido, aunque ya no se utiliza con fines religiosos.
A pesar de la desaparición de varias capillas, "La Estación" sigue siendo un elemento fundamental en las procesiones de Semana Santa en Quetzaltenango. El recorrido tradicional comienza en la 12 avenida y 7a calle, avanzando hacia la 9a calle y luego a la 8a avenida. Desde allí, sigue hacia la 6a calle, regresando al Parque Central. Tras este recorrido común, cada grupo continúa su propio itinerario, preservando un recorrido valorado por la comunidad quetzalteca.

### Procesiones
Según Luis Urquizú en su tesis "Las nuevas formas de expresión y difusión del arte en el siglo XX en las procesiones de pasión en Guatemala", las procesiones son una manifestación externa de fe organizada por la Iglesia Católica, con el propósito de enseñar y rememorar la pasión, muerte y resurrección de Cristo. Estas ceremonias religiosas se realizan durante la Cuaresma y Semana Santa
La participación en los cortejos procesionales de Cuaresma y Semana Santa en Quetzaltenango tiene características distintivas en comparación con otras localidades. Los devotos interesados en cargar durante las procesiones deben ser miembros ("socios") de las instituciones organizadoras. Aunque en algunos casos existen "Turnos de Honor" que permiten a personas externas participar, estas oportunidades son limitadas.
Los socios de las instituciones disfrutan de ciertos derechos dentro de las mismas, y deben cumplir obligaciones especificadas en los estatutos de cada organización. Una de las principales responsabilidades es acompañar a las imágenes durante todo el recorrido procesional. Antes de iniciar la procesión, los cargadores son organizados en filas según su estatura, lo que contribuye al orden del evento.
Durante el cortejo, se aplican normas estrictas que prohíben hablar, comer, beber, mascar chicle, salir de la fila, y tomar fotografías. Estas normas regulan el comportamiento de los participantes durante las procesiones.
Los socios también contribuyen económicamente mediante una cuota anual que cubre los gastos de mantenimiento de las instituciones, como la decoración y el acompañamiento musical de las procesiones. Las túnicas y vestimentas utilizadas por los cargadores y cargadoras son a menudo un legado familiar, hechas por sastres especializados o alquiladas a las instituciones.
Durante el recorrido procesional se emplean patrones de desplazamiento característicos. John Lubans, quien observó varias procesiones durante una visita a Quetzaltenango en la Semana Santa de 1996, describe que las andas avanzan siguiendo un movimiento en el que, por cada tres pasos hacia adelante, los cargadores realizan dos hacia atrás y luego desplazamientos laterales a ambos lados, formando con ello la figura de la cruz. Este desplazamiento pausado se ejecuta al ritmo solemne de las bandas musicales, que suelen contar con cerca de treinta integrantes. Lubans también destaca la organización de los relevos: además de los cargadores activos, numerosos integrantes permanecen al costado de las andas, listos para incorporarse en cualquier momento durante el trayecto, lo que permite mantener la continuidad del cortejo durante extensas jornadas.

### Expresiones gastronómicas
El pan de yemas, también conocido como pan ceremonial, pan de recado o pan dormido, es un tipo de pan tradicional que se consume principalmente en Semana Santa y, en menor medida, durante otras festividades. Dependiendo de su forma, se clasifica en coronas, molletes (también llamados moyetes) y bizcochos.
El chocolate, bebida a base de cacao típica de la gastronomía k'iche', se menciona en textos históricos como el Popol Vuh. Durante la Semana Santa, esta bebida caliente se sirve como acompañamiento para estos panes tradicionales.
Además de estos alimentos emblemáticos, la gastronomía de Semana Santa en Quetzaltenango incluye otros platillos característicos de la temporada. Entre ellos destacan el garbanzo en dulce, el dulce de papaya con piña, ciruelas y pasas, el chilacayote en dulce, el mango en miel, los coyoles con coco, y las pacayas envueltas. También son tradicionales el pescado a la vizcaína y el pescado seco envuelto en huevo, este último acompañado habitualmente de vegetales al vapor, arroz blanco y escabeches.
De acuerdo con testimonios de familias locales, como la de Matul Álvarez, estas tradiciones culinarias han sido transmitidas de generación en generación como expresión de unidad familiar y agradecimiento religioso. Además, Según el cronista oficial de la ciudad, Francisco Cajas Ovando, la costumbre de compartir estos alimentos con vecinos, compadres y amigos tiene más de un siglo de antigüedad y refleja el mensaje cristiano de compartir el pan y el pescado con el prójimo.

### Expresiones musicales

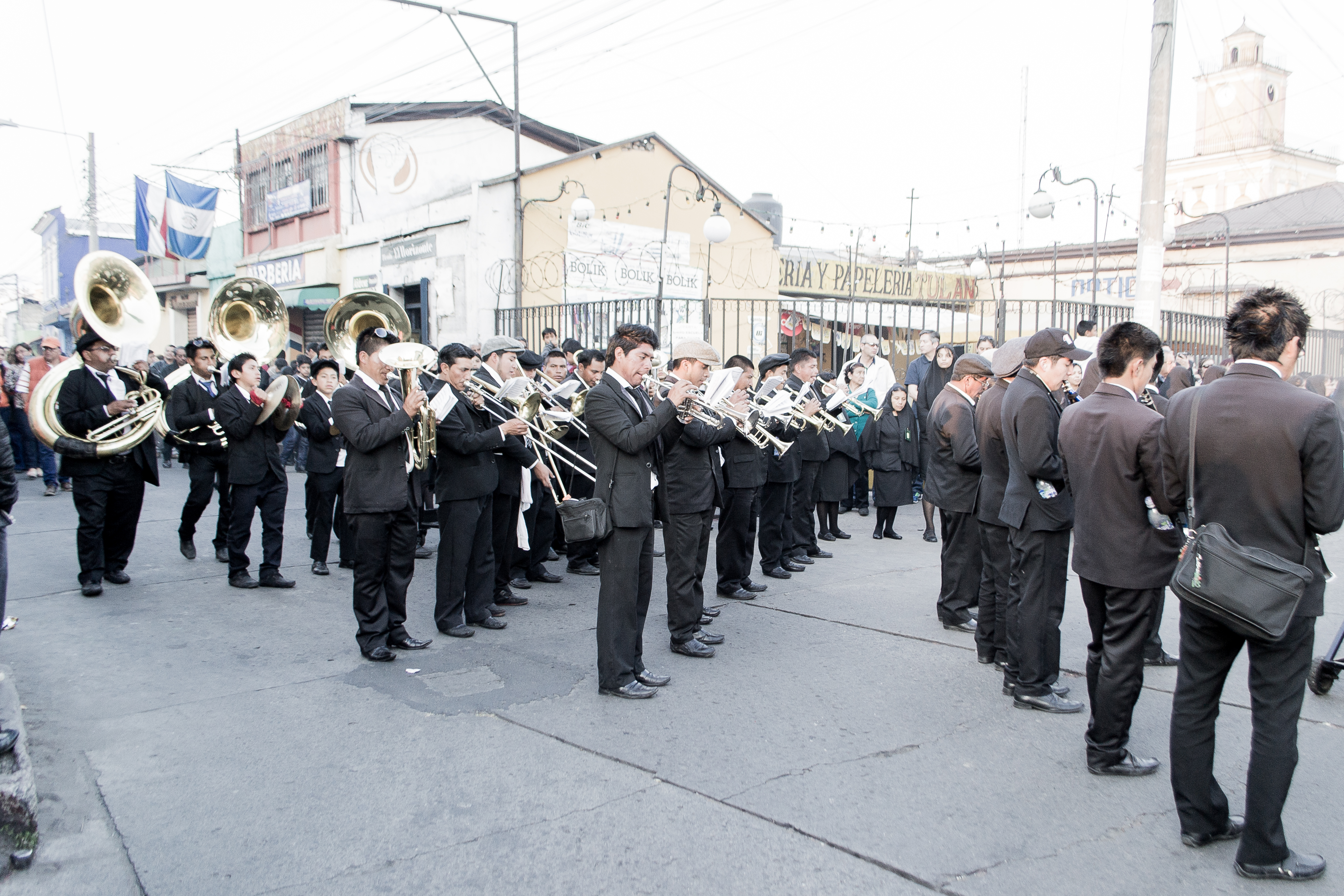
Una banda de música sacra acompañando una procesión de Semana Santa en 2016.

La música sacra interpretada durante la Cuaresma y Semana Santa, en Guatemala ha sido moldeada por una fusión de la percusión africana y la teoría musical occidental, según el estudio "Nuevas notas para el estudio de las marchas fúnebres en Guatemala" de Fernando Urquizú. Por su parte, Jacobo Nitsch Velásquez, en su tesis "Las marchas fúnebres en la Guatemala Actual: análisis y caracterización musical", explica que las marchas fúnebres guatemaltecas son un género musical resultante de la imposición de la cultura española y la vida de los habitantes prehispánicos de Guatemala, reflejando una fusión cultural y racial. Ambos autores coinciden en que las marchas fúnebres constituyen un género único en el mundo
El principal exponente de las marchas fúnebres en Quetzaltenango fue Roberto Isaac Arango Caballeros (1930-2007), autor de cerca de veinte composiciones, en su mayoría dedicadas a imágenes religiosas de la ciudad. Otros compositores quetzaltecos destacados han sido Edgar Orestes Cortez, Carlos Eduardo Quemé Soch, Gudiel Puac y Romeo de Jesús Reyes Monterroso, este último también autor de marchas fúnebres dedicadas a imágenes religiosas de El Salvador.
Entre las principales bandas de música sacra de Quetzaltenango se encuentran la Banda de Música Sacra "Santo Domingo Savio", fundada en 2020; la Banda Sacra de Los Altos, fundada por Pedro Pablo Retana en 2016; y la Banda de los Hermanos Cortez, fundada en 2010.

## Asociaciones participantes por iglesia

### Santa Iglesia Catedral Metropolitana de Los Altos, Parroquia del Espíritu Santo

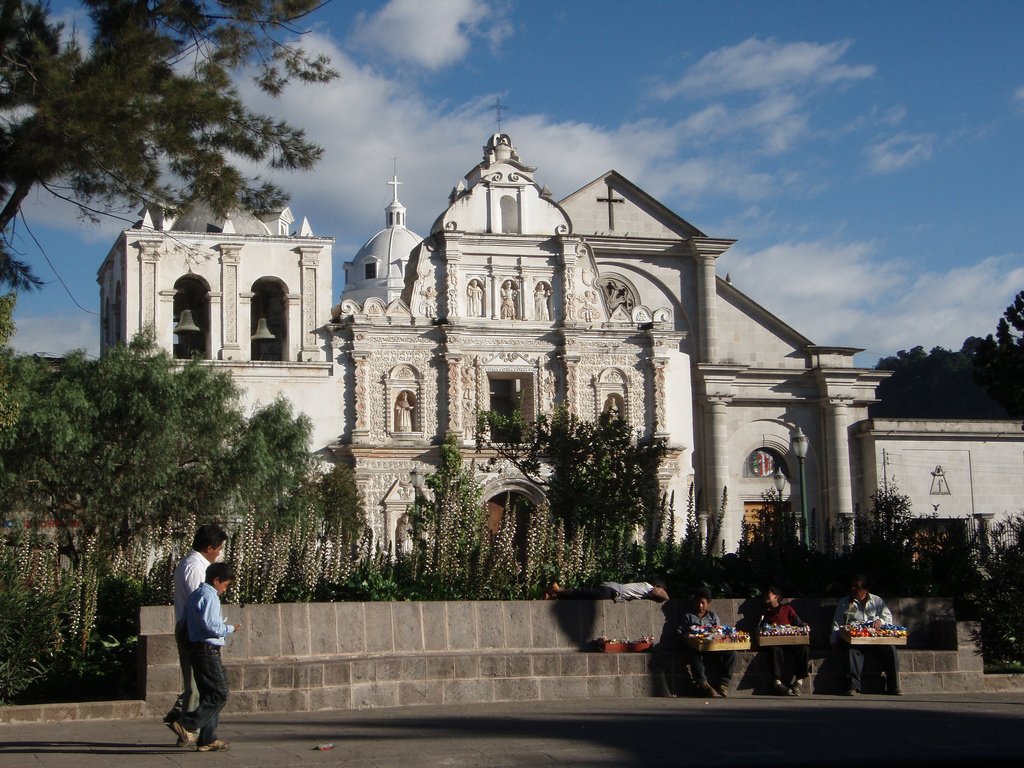
Fachadas de la Santa Iglesia Catedral Metropolitana de Los Altos

Su construcción inició el 19 de mayo de 1532, poco después de haber sido fundada la ciudad de Quetzaltenango. Uno de los objetivos de su construcción fue evangelizar a la mayor cantidad de indígenas posibles. Actualmente, posee una doble fachada, debido a que se necesitaron diversas intervenciones gracias a los daños provocados por los terremotos que azotaron a la ciudad entre los siglos XVIII, XIX y XX. Gracias a su antigüedad, en su interior se resguardan algunas de las imágenes más antiguas de la ciudad, así como también posee alunas de las asociaciones religiosas más antiguas de la ciudad.

#### Hermandad del Divino Justo Juez y Virgen de Dolores y Hermandad de la Virgen de Dolores del Justo Juez
La Hermandad del Divino Justo Juez y Virgen de Dolores es una de las asociaciones más tradicionales de Quetzaltenango.Originalmente fue conocida como "el Nazareno del Espíritu Santo" y se considera el Nazareno más antiguo de la ciudad. Se cree que fue esculpido por Juan de Aguirre en fechas cercanas a la llegada de los españoles, probablemente en 1531, aunque la Comisión de Historia de la hermandad menciona que esta fecha es poco probable.
Según la leyenda popular de "La Visión del Alba", Juan de Aguirre recibió la inspiración para la imagen del Justo Juez durante un sueño. En este sueño, un ángel lo llevó a un jardín donde se encontró con la Virgen Dolorosa, quien lo bendijo y le mostró la figura del Nazareno, que lo inspiró a esculpir la imagen del Justo Juez.
El primer registro documentado de una asociación dedicada al culto de una imagen de Jesús con la Cruz a Cuestas en la Catedral de Quetzaltenango corresponde a un testamento fechado en 1705, a nombre de Domingo de los Reyes y Cárcamo. En dicho testamento, se menciona que el testador era hermano de la Hermandad de la Caridad de Jesús Nazareno y que deseaba que se le celebrara la misa de cuerpo presente, práctica que la hermandad ya solía realizar en esa época, lo que sugiere que dicha hermandad ya llevaba tiempo realizando este tipo de celebraciones.

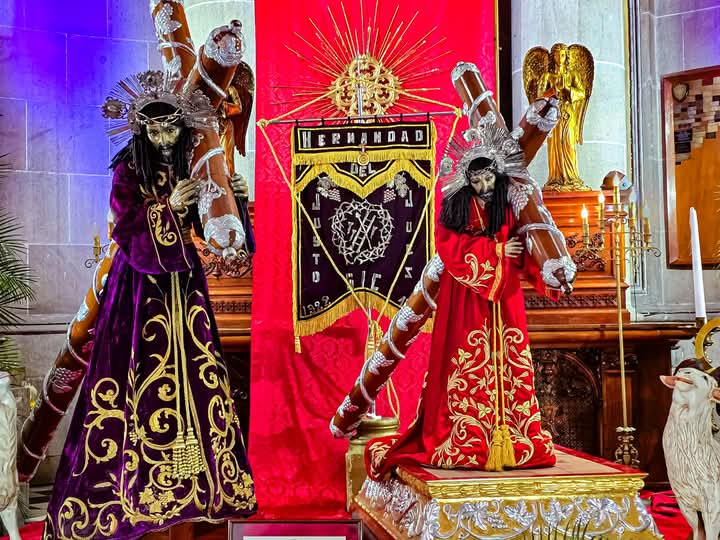
Imágenes del Justo Juez (izquierda) y Justo Juez de Cofradía (derecha) en la Catedral Metropolitana de Los Altos, durante la presentación del libro "Justo Juez: siglos de fe y devoción al Nazareno de Quetzaltenango".

En 1735, durante la visita pastoral del obispo Juan Gómez de Parada y Mendoza, se documenta la existencia de dos cofradías dedicadas al culto de Jesús Nazareno: la Cofradía de Jesús Nazareno de Indios, cuya imagen titular era el Justo Juez "pequeño" (actual imagen "de Cofradía"), y la Cofradía de Jesús Nazareno de Ladinos, cuyo titular era el Justo Juez "grande" (actual imagen titular de la Hermandad del Justo Juez). Ambas cofradías poseían altares y cultos propios, como se documenta en diversas fuentes históricas, incluyendo las visitas pastorales de Miguel de Cieza en 1757, el Inventario de Alhajas de 1784 y la visita pastoral del obispo Ramón Casaus en 1814.
El Libro de Gasto y Recibo de la parroquia, que cubre el período de 1770 a 1783, menciona que la Cofradía Ladina celebraba la procesión de "La Reseña" el Martes Santo, mientras que la Cofradía de Indios celebraba la procesión mayor del Jueves Santo, conocida como "Paso de la Verónica". Este último dato sugiere que la Cofradía de Jesús Nazareno de Indios podría ser más antigua que la Cofradía de Ladinos.
A lo largo del siglo XIX, la Cofradía Ladina enfrentó problemas económicos. En 1847, debido a dificultades financieras, se vio obligada a vender terrenos al gobernador indígena José María de Paz para reparar la sede de la cofradía y poder financiar la celebración del Martes Santo. Estos problemas se agravaron con la Revolución Liberal, lo que culminó en la desaparición de la Cofradía Ladina entre 1873 y 1885, cuando la casa de la cofradía fue expropiada y destinada a ser una escuela pública.
Para 1893, se encontraba un inventario de la Iglesia del Espíritu Santo que detallaba dos altares dedicados a Jesús Nazareno: uno para el Justo Juez, cuya descripción coincidía con la de la Cofradía de Indios, y otro para Jesús, relacionado con la Cofradía Ladina. Esto demuestra que la advocación de la imagen ya se había consolidado como Justo Juez, refutando la creencia popular de que esta advocación fue adoptada únicamente tras la llegada de Jesús Nazareno "El Canchito", del templo de San Juan de Dios.
Entre 1898 y 1902, debido al deterioro de la parroquia del Espíritu Santo, se decide demolerla para poder edificar un nuevo templo. Como resultado, algunas imágenes son trasladadas a otros templos y a casas de los cofrades, como fue el caso del Justo Juez de Cofradía. Sin embargo, los daños causados por los desastres naturales ocurridos en 1902 impidieron su retorno al templo. Por otro lado, debido a que la imagen "grande" había quedado sin cuidado debido a la falta de una cofradía, la Cofradía de Indios asumió la responsabilidad de la imagen y de la continuidad de la celebración del Martes Santo.
En este contexto, el 20 de febrero de 1921 fue fundada la Sociedad del Justo Juez, actual hermandad, como una unión de ambas cofradías, ya que la Cofradía de Indios absorbió los enseres y cultos de la cofradía ladina. Los señores Felipe Mijangos y Ramón Sac decidieron formar una Sociedad para asegurar dicha celebración, y porque, por problemas económicos, ya nadie quería recibir a la imagen de cofradía. En una reunión en la casa de Ramón Sac, se lograron reunir más de 57 personas, presentando la propuesta, la cual fue aceptada. 
La primera junta directiva quedó conformada por:
- Presidente: Ramón Sac
- Vicepresidente: Manuel Sajquim
- Tesorero: Fidel Cojulum
- Secretario: Manuel Cojulum
- Vocales: Gerónimo Gómez, Ignacio Coyoy, Cirilo Pol, Leandro Quemé, Francisco Sum, Francisco de Paz, Nicolás Sapón, Manuel M. Días
- Censor: Felipe Mijangos

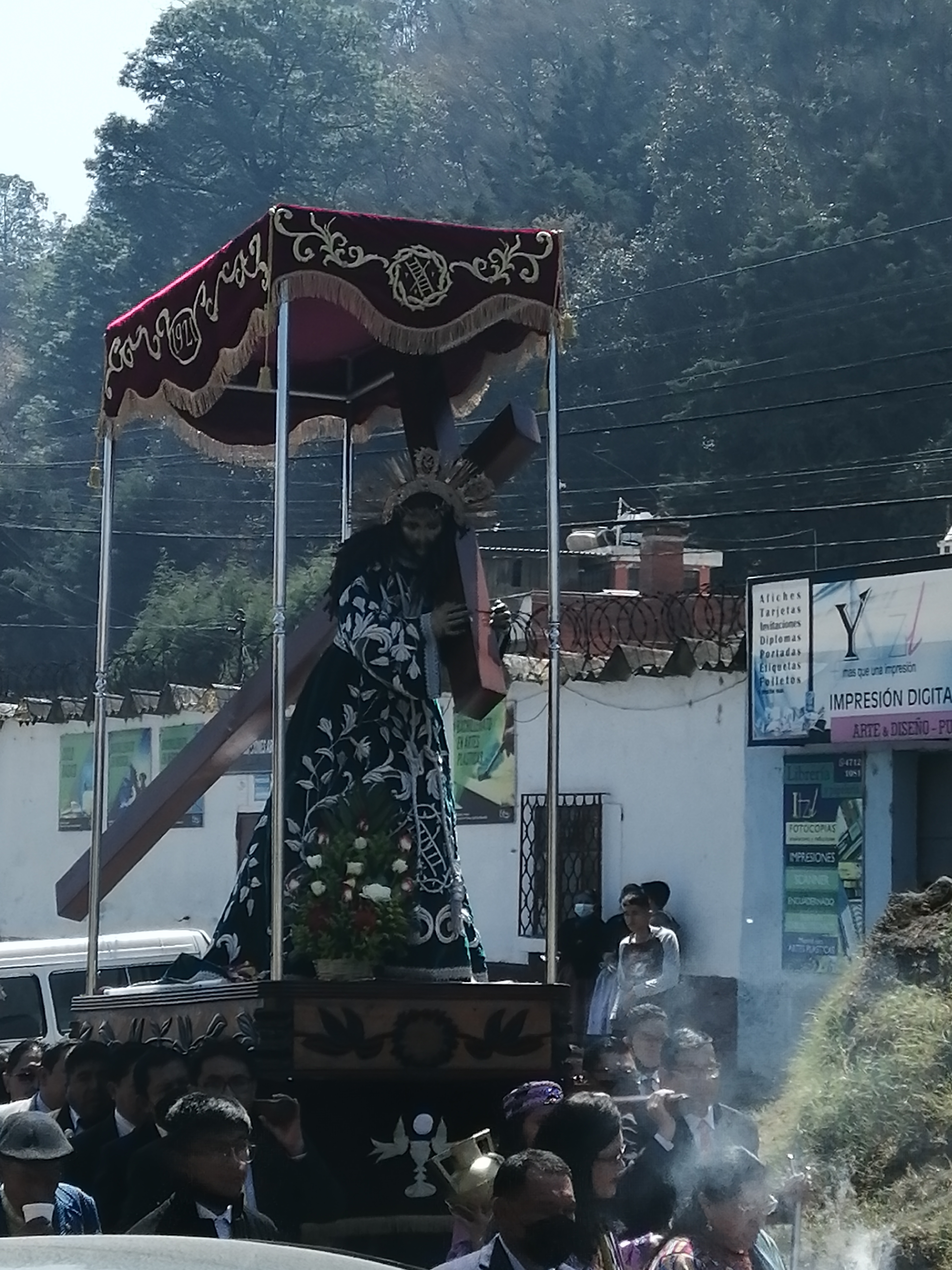
Procesión de "La Reseña" en 2023, en la que se reintrodujo el uso del palio.

La hermandad ha documentado que procesionaba con palio, con evidencias fotográficas y escritas. En un acta del 22 de marzo de 1925, se menciona la donación de un palio para ser procesionado junto a Justo Juez. Su primer estandarte fue estrenado en 1924, y su camerino en 1927.
Antes de la burilación de la Virgen de Dolores, la imagen era acompañada por dolorosas de otras asociaciones. En 1935, se presentó la primera propuesta para contar con una dolorosa propia. El 14 de febrero de 1937 se aprobó la propuesta de tallar una imagen de la Virgen de Dolores, y el 2 de abril fue fundada la Hermandad de la Virgen de Dolores, con la primera junta directiva conformada por:
- Presidenta: Srtia. Roberta Coyoy
- Vicepresidenta: Nicolasa Sunum
- Tesorera: Juana Coyoy
- Vocales: Laura Oroxom, Salvadora Cayax, Ángela Mazariegos, Teresa Chávez, Tránsita Soch, Clara Chojolán, Josefina Tay, Carmen Jocol, Jesús Mejía

Con el trabajo conjunto de ambas hermandades, se logró realizar un contrato para la talla de la imagen en los talleres Arte Cristiano del escultor guatemalteco Julio Dubois Gálvez. La escultura de la virgen es de cuerpo entero, de 1 metro 60 centímetros de alto, y el costo, según factura, fue de Q.40.00. Llegó a la ciudad el 5 de febrero de 1938, siendo bendecida el 10 de febrero. Posteriormente, se mandó a tallar las imágenes de María Magdalena y San Juan a los talleres de Julio Dubois en 1946.
El 17 de marzo de 2023, la hermandad recibió la "orden Quetzaltenango", por parte de la gobernación de la ciudad.
La devoción al Divino Justo Juez en Quetzaltenango se caracteriza por una extensa tradición oral. Muchos fieles creen que la imagen representa poderes de justicia divina, interviniendo en situaciones donde las leyes humanas fallan. Un relato recogido por Erick García (2018) ilustra esta creencia: un comerciante, víctima de un robo no esclarecido, recurre al Divino Justo Juez. Posteriormente, el presunto culpable experimenta una serie de reveses, mientras que el comerciante prospera.  Este tipo de historias son comunes entre los devotos y contribuyen a la percepción de la imagen como un juez celestial, que representa la justicia y castiga la maldad.
La imagen es vista como milagrosa por muchos devotos, lo que ha llevado a los miembros de la hermandad a expresar diversas opiniones sobre su consagración, ya que, al hacerlo, no podría visitar las casas de la población, como lo hace tradicionalmente. Según la tradición oral, podría afectar su capacidad para interceder por Quetzaltenango. Además, también se dice que, cuando el Señor se aleja de la Catedral, él voltea la cabeza y nunca pierde de vista a sus devotos.
Actualmente, las hermandades organizan hasta 8 procesiones durante el año, siendo unas de las hermandades con más actividades de la ciudad:

##### Procesiones
- 2do viernes de Cuaresma (infantil): La idea de organizar una procesión infantil dedicada a Justo Juez surgió en enero de 2005, tras conversaciones entre los directivos de la hermandad Julián Gerardo Batz Soch, Francisco Vásquez y el párroco de la Catedral en ese momento, Carlos Ibáñez. La primera procesión se realizó el 28 de febrero de ese año con réplicas de las imágenes de Justo Juez y la Virgen de Dolores. [106][107] En 2007, se propuso establecer una hermandad infantil para fomentar la fe en las nuevas generaciones. En 2008, recibieron una nueva imagen de Justo Juez, de 90 centímetros de alto, tallada por José Nazario S., entregada oficialmente en diciembre de 2009 y bendecida en marzo de 2010.[107] El 13 de agosto de 2023, se juramentó la Hermandad Infantil de la Virgen de Dolores de Justo Juez, organizando la procesión infantil de la Virgen de Dolores del segundo viernes de Cuaresma de 2024.[108][109]

- 5to domingo de Cuaresma (Justo Juez de Cofradía): Se lleva a cabo una procesión con la antigua imagen titular de la Cofradía de Jesús Nazareno de Indios,venerada en el hogar del presidente saliente de la hermandad durante todo el año. Según la tradición oral, esta es una recompensa por el trabajo realizado en la hermandad, ya que la imagen titular no puede ser retirada de la catedral. El recorrido inicia en la casa del anterior expresidente, se dirige a la Catedral para una misa y luego se encamina a la casa del presidente saliente. En los años 60, también se realizaba la entrega de enseres de la hermandad en este día. La réplica ha sido restaurada en dos ocasiones por el licenciado Jorge Carillas: una en 2009 en la Ciudad de Guatemala y otra en 2014 en Quetzaltenango.[4][110]

- Sábado de Ramos (Traslado de la Virgen de Dolores): En caso de que la Virgen de Dolores esté acogida en una casa distinta a la de la nueva presidenta (es decir, si la presidenta no está repitiendo ciclo), la imagen se traslada en procesión desde la casa de la expresidenta a la Catedral. De lo contrario, se trasladará en auto. [111]

- Domingo de Ramos: El domingo de Ramos, al igual que el Martes Santo, la Virgen de Dolores sale de la Catedral para dirigirse a la casa de la nueva presidenta de la hermandad. En esta casa, se lleva a cabo una reunión entre los socios acompañantes.[111]

- Martes Santo (La Reseña): Es una de las procesiones más antiguas conocidas en la ciudad y originalmente era organizada por la Cofradía de Jesús Nazareno de Ladinos. Antiguamente era concelebrada con otras asociaciones para "reseñar" la pasión según San Marcos. En la actualidad, el Divino Justo Juez se dirige a la casa del presidente en la mañana, donde permanece algunas horas antes de regresar a la Catedral por la noche. En la mañana, suele ir en un anda pequeña con un adorno floral, mientras que en el regreso utiliza un anda más grande con un adorno procesional. La Virgen de Dolores se une en la casa del presidente y acomapaña al Justo Juez en el recorrido de regreso a la Catedral.[4][112]

- Jueves Santo (La Estación): Originalmente era organizada por la Cofradía de Jesús Nazareno de Indios, y era presidida por la actual imagen "de Cofradía". Antiguamente, contaba con un paso de una verónica y era celebrada por la noche, siendo modificada entre 1921 y 1938, ya que se solicitó a la hermandad que utilizara únicamente al Justo Juez "grande", que permanece en catedral, debido a su mayor devoción. En la actualidad recorre "La Estación", es más pequeña que la del Viernes Santo y cuenta con la participación tanto del Divino Justo Juez como de la Virgen de Dolores. Está dedicada a aquellos devotos y público en general que no pueden participar en la procesión del Viernes Santo.[4][113]

- Viernes Santo (Penitencia): Originalmente estaba a cargo de la Asociación del Señor Sepultado de Catedral, la cual solicitaba prestada a la imagen del Justo Juez para los actos penitenciales de la mañana del Viernes Santo, con el fin de llevar una sucesión de los hechos, luego de que la procesión del Jueves Santo pasara a realizarse en la mañana. Sin embargo, debido a desacuerdos entre ambas instituciones, la Hermandad del Divino Justo Juez asumió la responsabilidad de la procesión de Viernes Santo a partir de 1934. La procesión de penitencia se lleva a cabo desde las 8:30 de la mañana hasta la 1:00 de la tarde. Durante este tiempo, el Divino Justo Juez, acompañado de la Virgen de Dolores y adornados con un ornamento catequético elaborado por la Comisión de Adorno, realizan un recorrido en el que se reza el Santo Viacrucis, transitando por la tradicional Estación.[4][114]

- 2do domingo de noviembre (Velación): Con motivo de preparación del centenario de la hermandad en 2022, la Comisión del Centenario organizó velaciones cada segundo domingo de noviembre a partir del 2017. Una vez culminaron las actividades del centenario, la hermandad optó por crear una Comisión de Velación ya que, de esta forma, la Imagen del Justo Juez puede visitar barrios cercanos a la iglesia que no puede visitar en otras procesiones, con el fin de acercarlo a sus devotos.[115]

##### Composiciones Musicales
| MARCHAS FÚNEBRES DEDICADAS AL DIVINO JUSTO JUEZ                             | MARCHAS FÚNEBRES DEDICADAS AL DIVINO JUSTO JUEZ | MARCHAS FÚNEBRES DEDICADAS AL DIVINO JUSTO JUEZ | MARCHAS FÚNEBRES DEDICADAS AL DIVINO JUSTO JUEZ |
| Nombre                                                                      | Autor                                           | Año de Estreno                                  | Anotaciones |
| --------------------------------------------------------------------------- | ----------------------------------------------- | ----------------------------------------------- | --- |
| Divino Justo Juez                                                           | Roberto Isaac Arango Caballeros                 | 1983                                            | Marcha oficial. |
| Justo Eres Señor Mío                                                        | Héctor Alfredo Gómez Barillas                   | 2013                                            | Segunda marcha oficial |
| Justo Juez de Mis Recuerdos                                                 | Carlos E. Quemé Soch                            | Década de los 80                                | |
| Bodas de Diamante (de Justo Juez)                                           | Carlos E. Quemé Soch                            | 1997                                            | Marcha conmemorativa de los 75 años de hermandad. |
| Justo y Bendito seas por siempre, Señor                                     | Marlon Iván Juárez                              | 2017                                            | |
| Caminando junto a ti, Divino Justo Juez                                     | Edgar O. Cortez                                 | 2019                                            | |
| Mi Amado Justo Juez                                                         | Diego Fernando Hernández C.                     | 2022                                            | Marcha conmemorativa de los 100 años de hermandad, dedicada al tesorero del Comité Centenario del Divino Justo Juez, Gonzalo Hilario Pacajá.                                                         |
| Divino y Justo Nazareno                                                     | Diego Fernando Hernández C.                     | 2022                                            | Marcha conmemorativa de los 100 años de hermandad. |
| Una Plegaria a Justo Juez                                                   | Christian García Alvizures                      | 2022                                            | Marcha conmemorativa de los 100 años de hermandad. |
| Soy tu Siervo, Divino Justo Juez                                            | Carlos E. Gómez Figueroa                        | 2022                                            | Marcha oficial del centenario. |
| Divinos Justicieros (100 años de Fe)                                        | Edgar O. Cortez                                 | 2022                                            | Marcha conmemorativa de los 100 años de hermandad. |
| ¡Oh Justo Juez!                                                             | Eddy Morales                                    | 2024                                            | |
| La Sentencia del Justo                                                      | Romeo Oswaldo Bran Ramos                        | 2024                                            | Marcha dedicada a la memoria del compositor y director Carlos Enrique Gómez Figueroa, fallecido pocos días después de haber dirigido la procesión del Centenario del Justo Juez en noviembre de 2022 |
| Señor ten compasión de mí                                                   | Joaquín Alejandro Vega Cáceres                  | 2024                                            | |
| MARCHAS FÚNEBRES DEDICADAS AL DIVINO JUSTO JUEZ (Infantil)                  |                                                 |                                                 | |
| Nombre                                                                      | Autor                                           | Año de Estreno                                  | Anotaciones |
| Devoción en mi Niñez                                                        | Romeo Reyes                                     | 2022                                            | Marcha oficial |
| Dulzura, Entrega y Amor                                                     | Romeo Reyes                                     | 2022                                            | Segunda marcha oficial |
| Dejad que los niños vengan a mí                                             | Héctor Alfredo Gómez Barillas                   | 2014                                            | |
| MARCHAS FÚNEBRES DEDICADAS AL DIVINO JUSTO JUEZ (de Cofradía)               |                                                 |                                                 | |
| Nombre                                                                      | Autor                                           | Año de Estreno                                  | Anotaciones |
| Justo Juez de Cofradía                                                      | Edgar O. Cortez                                 | 2020                                            | Marcha Oficial |
| MARCHAS FÚNEBRES DEDICADAS A LA VIRGEN DE DOLORES DEL JUSTO JUEZ            |                                                 |                                                 | |
| Nombre                                                                      | Autor                                           | Año de Estreno                                  | Anotaciones |
| Madre Dolorosa del Justo Juez                                               | Carlos E. Gómez Figueroa                        | 2012                                            | Marcha oficial, conmemorativa de los 75 años de hermandad |
| In Adventus Mater (Por la llegada de la madre)                              | Diego Fernando Hernández C.                     | 2023                                            | Marcha conmemorativa de los 85 años de advenimiento de la imagen |
| MARCHAS FÚNEBRES DEDICADAS A LA VIRGEN DE DOLORES DEL JUSTO JUEZ (Infantil) |                                                 |                                                 | |
| Nombre                                                                      | Autor                                           | Año de Estreno                                  | Anotaciones |
| El Calvario de María                                                        | Romeo Reyes                                     | 2025                                            | Marcha oficial |

Existen unos sones, un género de música tradicional guatemalteca interpretada en marimba, dedicados a la imagen del Justo Juez, titulados "Venerado Justo Juez", autoría de Ronald Joaquín Lucas López; "Eterno Justo Juez", autoría de Byron Gómez; "Divino Maestro Justo Juez", de autor anónimo; "Lágrimas y Tristezas del Divino Justo Juez", autoría de Baltazar Cano; y "Divino Justo Juez", autoría de Carlos E. Quemé Soch. También se ha compuesto una fanfarria llamada "Fanfarria al Divino Justo Juez", de Edgar Orestes Cortez.

#### Cofradía de Jesús de la Paciencia y Virgen de Dolores
Una de las primeras cofradías en fundarse en Quetzaltenango es la Cofradía del Ecce Homo de Indios, datando de 1740, según las crónicas de la visita pastoral de fray Pedro Pardo de Figueroa. Inicialmente, la cofradía tenía como titular una imagen de 65 cm de alto, conocida como "el Fundador", del siglo XVII. Actualmente, se procesiona una imagen del siglo XVIII que llegó a la cofradía en 1813. A inicios del siglo XX la Cofradía del Ecce Homo se disolvió para dar paso a la Cofradía de Jesús de la Paciencia.
La Virgen de Dolores, burilada por Rosalío A. en 1982, corresponde al barroco de finales del siglo XX y presenta similitudes con la Virgen de Soledad del Calvario de Quetzaltenango.
Una característica distintiva de esta cofradía es la existencia de los centuriones, quienes son adultos vestidos de negro y niños de blanco, con el rostro cubierto y portando espadas y cascos dorados. Acompañan la procesión como un acto de fe, agradecimiento o petición
 

Erick García, en el artículo "Tradición oral en torno a las imágenes de devoción en el centro histórico de la ciudad de Quetzaltenango. Lo que cuentan los fieles", menciona que la cofradía otorga panfletos a lo largo de las proseciones, explicando el significado del Centurión:
"[...]El Centurión, según el evangelio de San Mateo, representa la fe y la humildad. Este personaje, que se acerca a Jesús para solicitar la sanación de su criado, expresa su creencia en el poder de la palabra del Maestro, afirmando que no es digno de que entre en su hogar. Jesús, admirado por su fe, declara que muchos vendrán de diversas naciones a compartir en el reino de los cielos. Esta reverencia se refleja en los movimientos de los centuriones durante las procesiones de la Cofradía, donde muestran su devoción y gratitud[...]".

##### Procesiones
- Lunes Santo (Traslado): Se realiza un traslado de la imagen desde el hogar del presidente saliente hacia la catedral.[136]

- Martes Santo (Penitencia): La procesión del Martes Santo es el evento central de la cofradía. Al caer la noche, las imágenes procesionan hacia la residencia del nuevo presidente, donde se lleva a cabo una reunión íntima entre los miembros de la cofradía y la familia que recibe la imagen.[136]

##### Composiciones Musicales
| MARCHAS FÚNEBRES DEDICADAS A JESÚS DE LA PACIENCIA                         | MARCHAS FÚNEBRES DEDICADAS A JESÚS DE LA PACIENCIA | MARCHAS FÚNEBRES DEDICADAS A JESÚS DE LA PACIENCIA | MARCHAS FÚNEBRES DEDICADAS A JESÚS DE LA PACIENCIA |
| Nombre                                                                     | Autor                                              | Año de Estreno                                     | Anotaciones                                        |
| -------------------------------------------------------------------------- | -------------------------------------------------- | -------------------------------------------------- | -------------------------------------------------- |
| Cofradía de Jesús de la Paciencia                                          | Joaquín Vega Ortíz                                 | 2017                                               | Marcha oficial.                                    |
| Homenaje a Jesús de la Paciencia                                           | Luis Armando Ventura                               | 2022                                               | Segunda marcha oficial.                            |
| MARCHAS FÚNEBRES DEDICADAS A LA VIRGEN DE DOLORES DE JESÚS DE LA PACIENCIA |                                                    |                                                    |                                                    |
| Nombre                                                                     | Autor                                              | Año de Estreno                                     | Anotaciones                                        |
| Virgen de Dolores de la Cofradía de Jesús de la Paciencia                  | Luis Armando Ventura                               | 2024                                               | Marcha oficial.                                    |

Existe un son, un género de música tradicional guatemalteca interpretada en marimba, titulado "Jesús de la Paciencia", dedicado a la imagen de Jesús de la Paciencia.

#### El Encuentro
En Guatemala, las procesiones de "La Reseña" eran eventos religiosos importantes durante la Semana Santa, especialmente en los siglos XVIII y XIX. Estas procesiones, que tenían como objetivo representar la Pasión de Cristo según el evangelio de San Marcos, involucraban a múltiples imágenes de diferentes parroquias y hermandades. En Quetzaltenango, participaban las imágenes de San Pedro arrepentido, Jesús de la Humildad (predecesor del actual Jesús de la Columna), el Ecce Homo (Jesús de la Paciencia), Jesús Nazareno (Justo Juez), la Virgen María, entre otras imágenes. Esto dio origen a la tradición del "Encuentro" entre Justo Juez y Jesús de la Paciencia el Martes Santo.
Este encuentro, que se produce cuando los recorridos procesionales de ambas instituciones coinciden. Durante este momento, los centuriones de la Cofradía de Jesús de la Paciencia realizan un homenaje a las imágenes, expresando su fe y devoción a través de gestos y movimientos ritualizados.

#### Congregación de Jesús de la Columna y Jesús Nazareno Infantil
Antiguamente, la Cofradía de Jesús de la Humildad y Paciencia contaba con dos imágenes de Jesús a gatas. A mediados del siglo XX, desaparece misteriosamente la imagen principal, dejando solo la imagen que se guardaba en casa del cofrade mayor. Debido a la disminución de devotos y a cambios en la estructura de la iglesia, la cofradía se transforma en la Congregación de Jesús de la Humildad en 1926. 
Para adaptarse a las nuevas directrices eclesiásticas, la imagen de Jesús fue modificada en la década de 1930 para representarlo de pie. Este cambio, junto con la adición de un nazareno infantil en años recientes, llevó a que la congregación adoptara su nombre actual: Congregación de Jesús de la Columna y Jesús Nazareno Infantil.

##### Procesiones
- Lunes Santo (Traslado): De manera similar a la Cofradía de Jesús de la Paciencia, se realiza un traslado desde la residencia del presidente de la Congregación hasta la catedral en horas de la tarde.[145][146]

- Miércoles Santo (Penitencia): Originalmente celebrada el Martes Santo, esta procesión fue trasladada al Miércoles Santo debido a la disminución de devotos y para evitar coincidir con otras procesiones. El recorrido sigue la tradicional "Estación", pasando por las principales calles del centro histórico.[145][146]

##### Composiciones Musicales
| MARCHAS FÚNEBRES IMPORTANTES PARA JESÚS DE LA COLUMNA | MARCHAS FÚNEBRES IMPORTANTES PARA JESÚS DE LA COLUMNA | MARCHAS FÚNEBRES IMPORTANTES PARA JESÚS DE LA COLUMNA | MARCHAS FÚNEBRES IMPORTANTES PARA JESÚS DE LA COLUMNA                          |
| Nombre                                                | Autor                                                 | Año de Estreno                                        | Anotaciones                                                                    |
| ----------------------------------------------------- | ----------------------------------------------------- | ----------------------------------------------------- | ------------------------------------------------------------------------------ |
| Jesús de la Humildad                                  | Pedro Donis Flores                                    |                                                       | Marcha oficial, dedicada a Jesús Nazareno de la Humildad de Antigua Guatemala. |

#### Asociación del Señor Sepultado de la Santa Iglesia Catedral y Asociación de la Virgen de Dolores del Señor Sepultado de la Santa Iglesia Catedral
La asociación del Señor Sepultado de Catedral es una de las asociaciones con mayor herencia cultural e histórica de la ciudad.  Se conoce que las imágenes son de las más antiguas de la ciudad, destacándose como el primer Señor Sepultado y la primera Dolorosa, sin embargo, gran parte de su historia se perdió al inundarse la Casa Social de las asociaciones a inicios del s. XXI, donde se perdieron una gran cantidad de libros y documentos.
Se tiene conocimiento de la existencia de cimientos de plata en una joya que data del siglo XVII y que fue reformada en 1962. Además, el Ministerio de Cultura y Deportes dató la imagen "de Cofradía", que fue devuelta tras su restauración el 18 de septiembre de 2020, como una talla de finales del siglo XVII. También se descubrió que la imagen fue intervenida durante el siglo XVIII y se considera que las imágenes son de procedencia española.
Durante los siglos XVII y XVIII existieron al menos dos cofradías vinculadas con el culto al Señor Sepultado de la Catedral de Quetzaltenango. La cofradía de la Santa Cruz y la cofradía del Santo Entierro del Calvario aparecen registradas en documentos oficiales, entre ellos un informe del corregidor Pedro Cortez fechado en 1774. Se sabe que la cofradía de la Santa Cruz tenía a su cargo los actos litúrgicos relacionados con la crucifixión y el descendimiento de Cristo, mientras que la cofradía del Santo Entierro era responsable de la procesión posterior a ese rito. 
En 1839, el historiador estadounidense John Lloyd Stephens documentó el acto de crucifixión en su libro "Incidentes de viaje en Centroamérica, Chiapas y Yucatán". En su relato, describe el acto de la crucifixión en la que las comunidades locales participan con gran fervor, destacando la representación dramática de la Pasión de Cristo y la intensa emoción que genera entre los asistentes.
El 17 de abril de 1928 se presentaron a la Municipalidad de Quetzaltenango un grupo de miembros de la Cofradía del Señor Sepultado, con el objeto de crear una sociedad que se ocupara de la celebración y conmemoración de la pasión y muerte de Cristo a través de la imagen del Sepultado de Catedral, y la iglesia la autorizó el 22 de abril de 1928, formando ese día la primera junta directiva.
La institución, a lo largo del tiempo, ha adquirido distintos enseres. En febrero de 1929 se adquieren los 7 ángeles con las 7 "palabras" (frases) dichas por Cristo en la cruz, estableciéndose también su recorrido procesional ese año. El 21 de abril de 1930 se acuerda la elaboración de una urna de estilo gótico con el escultor Julio Dubois. Ese mismo año, se completó la adquisición de catorce pasos del Vicacrucis con marcos y astas, bendecidos en 1933; año en el que también se adquirieron la corona de espinas, 3 clavos y una cruz de plata junto a una escalera de madera. El 6 de diciembre de 1937 se aprobaron las primeras normas estatuarias.
El 3 de enero de 1937, el presidente entrante de la Asociación del Señor Sepultado, Aniceto Pisquiy, propuso la creación de una Asociación de damas de la Virgen de Dolores, que trabajaría en conjunto con la del Sepultado, siendo establecida el 14 de febrero de 1937.
La primera presidenta de la Asociación de la Virgen de Dolores estableció que, en la proseción del Viernes Santo, las socias portarían insignias de metal con la figura de la Virgen, y se vestirían de luto riguroso: perraje negro para cubrir la cabeza, corte y huipil negro, así como también el acompañamiento de niños vestidos con sotana y sobrepelliz de acólito, llevando incensarios frente al anda.
Una de las características de la imagen de la Virgen, es que refleja un semblante sereno, resignada a la situación que está viviendo, y posee similitudes a la Consagrada Imagen de la Santísima Virgen de Dolores de la Recolección de la Ciudad de Guatemala.
La Comisión de Adorno fue creada en 1941, encargándose del diseño y creación de las alegorías procesionales, así como de recaudar fondos para cubrir los gastos. Esto es necesario ya que las funciones de la junta directiva central están especificadas, lo que lleva a designar comisiones permanentes para otras necesidades.
El 9 de febrero de 1956, fueron adquiridos los "pasos" traídos de Barcelona, y en 1959, se obtuvo una urna desde Bélgica de estilo "bomba", conocida como "urna Belga". Actualmente, esta es la única asociación de pasión en Quetzaltenango que representa la crucifixión, la cual se celebra en el interior de la catedral a las 13 horas.
La asociación posee dos imágenes del Señor Sepultado: el "Señor Sepultado de Cofradía", que se resguarda en la casa del presidente de la Asociación y se expone el primer viernes de Cuaresma y durante la noche del Jueves Santo; y el "Señor Sepultado pequeño", que se conserva en la catedral y está expuesto a veneración durante todo el año, presentándose al público el segundo viernes de Cuaresma.

##### Procesiones
- Sexto Jueves de Cuaresma (Traslado de la Virgen de Dolores): En este día se realiza el traslado de la Virgen de Dolores desde la casa de la presidenta hasta la catedral, durante la tarde.[155]

- Jueves Santo (Procesión del Silencio): En horas de la noche del Jueves Santo y madrugada del Viernes Santo, se lleva a cabo el traslado de las alegorías procesionales del Señor Sepultado y la Virgen de Dolores, desde la casa social de la asociación, ubicada cerca del Calvario, hasta la catedral[147]

- Viernes Santo (Camino al Santo Entierro): A partir de la 1 de la tarde se realiza el acto de crucifixión con la imagen que permanece en la catedral.[147] Posteriormente, a las 5 de la tarde comienza el cortejo procesional de penitencia con la Imagen de Cofradía, que concluye a la media noche en el Calvario, Esta disposición se debe a que el Calvario también resguarda el Cementerio General de la ciudad, simbolizando cómo la población entierra a sus fallecidos.[154][153]

- Sábado de Gloria (Procesión de retorno): En horas de la mañana, luego de haber pasado la madrugada en el Calvario, las imágenes del Señor Sepultado y Virgen de Dolores son trasladadas en andas pequeñas a las residencias de los respectivos presidentes de las asociaciones. [153]

- Día de la Asención: La Asociación del Señor Sepultado también posee una imagen del Señor de la Asención, la cual permanece en el hogar del presidente, y es procesionada el Día de la Asención, 40 días después del Domingo de Resurrección.[156]

##### Composiciones Musicales
| MARCHAS FÚNEBRES DEDICADAS AL SEÑOR SEPULTADO               | MARCHAS FÚNEBRES DEDICADAS AL SEÑOR SEPULTADO | MARCHAS FÚNEBRES DEDICADAS AL SEÑOR SEPULTADO | MARCHAS FÚNEBRES DEDICADAS AL SEÑOR SEPULTADO                                            |
| Nombre                                                      | Autor                                         | Año de Estreno                                | Anotaciones                                                                              |
| ----------------------------------------------------------- | --------------------------------------------- | --------------------------------------------- | ---------------------------------------------------------------------------------------- |
| Señor Sepultado de Catedral Altense                         | Carlos E. Quemé Soch                          |                                               | Marcha oficial.                                                                          |
| Plegaria al Santo Entierro                                  | Roberto Isaac Arango Caballeros               |                                               | Segunda marcha oficial.                                                                  |
| Bodas de Diamante (del Señor Sepultado de Catedral Altense) | Carlos E. Quemé Soch                          | 2003                                          | Marcha conmemorativa de los 75 años de hermandad.                                        |
| A tu encuentro, Señor Sepultado de Catedral                 | Juan Silverio                                 | 2020                                          | Marcha conmemorativa al regreso del Señor Sepultado luego de su proceso de restauración. |
| Mi Amado Señor Sepultado de Catedral                        | Juan Emmanuel Matías Medio                    | 2023                                          |                                                                                          |
| MARCHAS FÚNEBRES DEDICADAS A LA VIRGEN DE DOLORES           |                                               |                                               |                                                                                          |
| Nombre                                                      | Autor                                         | Año de Estreno                                | Anotaciones                                                                              |
| Virgen de Dolores de Catedral Altense                       | Giovani Tzul Morales                          |                                               |                                                                                          |
| Virgen Dolorosa de Catedral Altense (75 años)               | Juan Alberto Tistoj                           | 2012                                          | Marcha conmemorativa de los 75 años de hermandad                                         |
| Por tus lágrimas de dolor                                   | Ángel Puac                                    | 2024                                          |                                                                                          |

Existe un son, un género de música tradicional guatemalteca interpretada en marimba, titulado "Señor Sepultado de Catedral Quetzaltenango", dedicado a la imagen del Señor Sepultado; así como también el son "Virgen de Dolores de Catedral", dedicado a la imagen de la Virgen de Dolores.

### Parroquia de San Nicolás de Tolentino, Templo del Sagrado Corazón de Jesús

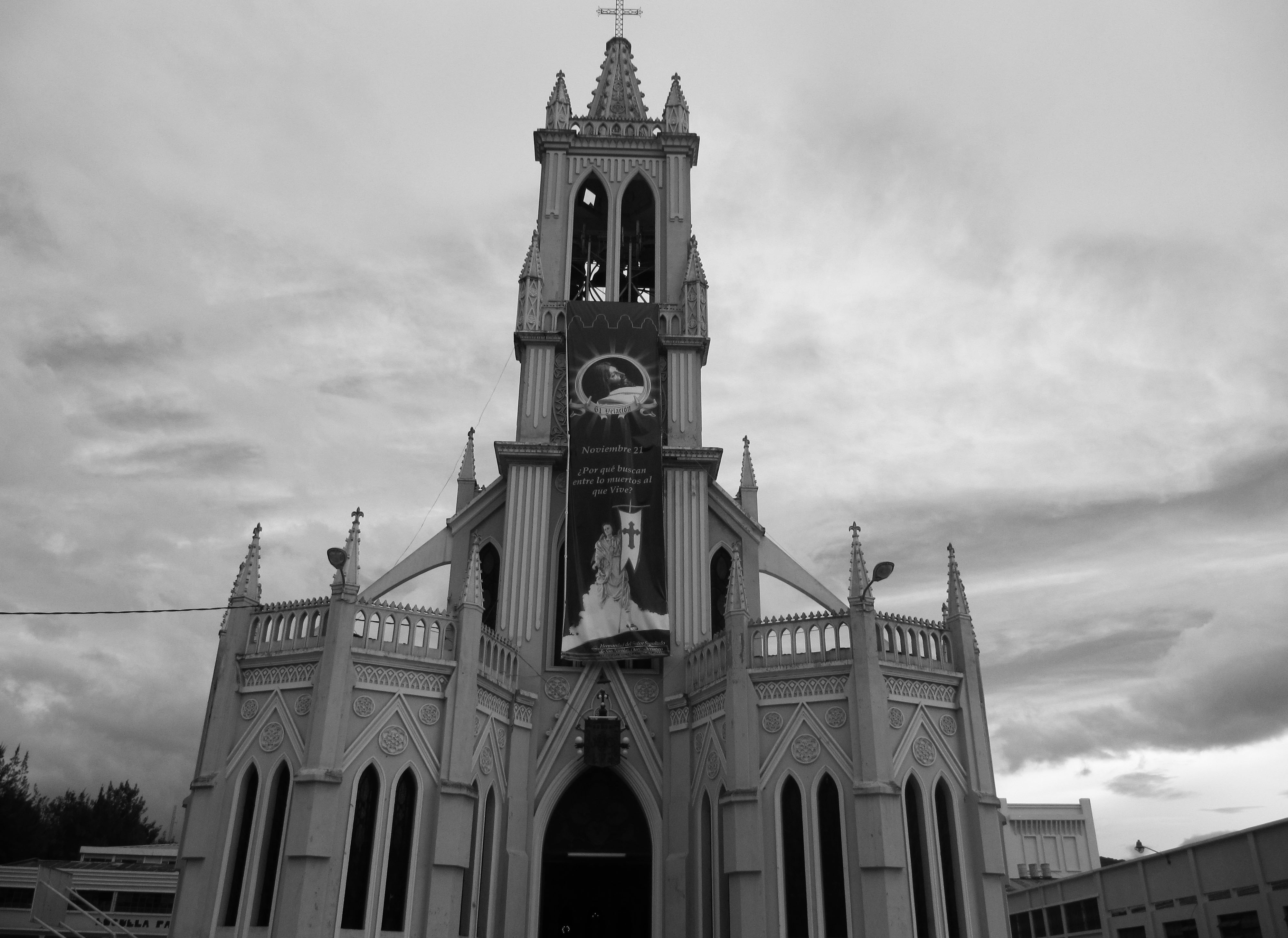
Fachada gótica de la parroquia de San Nicolás

La Parroquia de San Nicolás, ubicada actualmente en el barrio "La Democracia", fue construida a inicios del siglo XX. Su principal característica es su estilo gótico, siendo una de las primeras (y pocas) iglesias en Guatemala que lo posee, además de ser la única iglesia en la ciudad que posee un órgano tubular.
La antigua Ermita de San Nicolás, construida en el siglo XVI y que se ubicaba en lo que hoy es el parque "10 de mayo" fue destruida por el terremoto de 1902. Para su reconstrucción se buscó una nueva localización ,inspirándose en los planos de la catedral de Winchester, Inglaterra. La edificación se concluyó en 1940 y fue bendecida e inaugurada el quinto viernes de Cuaresma de 1946.

#### Hermandad Infantil de San Nicolás
La Hermandad Infantil de Jesús Nazareno "Salvador de los Niños" y la Virgen de Dolores "Reina del Jueves Santo" fue fundada el 18 de abril de 1954, gracias a la propuesta del Comité Pro-Hermandad del Señor Sepultado de San Nicolás. Su objetivo principal era crear el "Semillero de la Fe" y llevar a cabo el primer cortejo procesional infantil de la ciudad.
En sus inicios, fue acogida por la Hermandad del Señor Sepultado de San Nicolás para facilitar su crecimiento. Juan Palomino SDB, Deirector de la Congregación Salesiana en Quetzaltenango, obtuvo la licencia del Obispo de la arquidiócesis de Los Altos y los permisos necesarios para inscribir a los niños de las instituciones salesianas de la ciudad, como el colegio San Juan Bosco y el Liceo Guatemala.
La Junta Directiva del Nazareno estuvo conformada por:
- Presidente: Aristóteles Villagrán
- Vicepresidente: Narciso Reyes
- Secretario: Reginaldo Cabrera
- Prosecretario: Arturo Díaz de León
- Tesorero: Pablo R. de León
- Vocales: Mauselio Domínguez, Toribio Pereira, José María Gonzáles, José Luis Vásquez, Rafael Villagrán, Armando Guerra, Eleodoro Zapata, Napoleón Lima, Mario Antonio Rivera y Santos Estrada

Mientras que la Junta Directiva de la Virgen de Dolores estuvo conformada por:
- Presidenta: Lucía de Mendoza
- Vicepresidenta: Mercedes Cifuentes
- Tesorera: Consuelo Guerra de Enríquez
- Secretaria: Mirtala García
- Prosecretaria: Alicia Briones

Al escogerse el día de la procesión penitencial (Jueves Santo), se optó por procesionar un Nazareno y una Dolorosa, y no a un sepultado, para evitar adelantar los eventos ocurridos el Jueves Santo.
Con el paso del tiempo, la institución ganó cierta independencia de la Hermandad del Señor Sepultado, lo que permitió abrir las puertas a todos los niños y niñas, independientemente de su edad u otras circunstancias.

##### Procesiones
- Segundo Domingo de Cuaresma (Velación): El 16 de marzo de 2014, segundo domingo de Cuaresma, la Venerada Imagen de la Virgen de Dolores Infantil fue coronada como "Reina del Jueves Santo". Este evento dio lugar a la primera velación de la hermandad infantil, que se instituyó como una celebración anual. Durante esta velación, las imágenes salen en una misma anda, con la participación de niños y adultos de otras hermandades.[167]

- Jueves Santo (Penitencia): Al fundarse la hermandad, se establece que la procesión penitencial se llevaría a cabo el Jueves Santo entre las 15 y 24 horas, debido a las pocas actividades religiosas que existían ese día.[167]

##### Composiciones Musicales
| MARCHAS FÚNEBRES DEDICADAS A LA HERMANDAD INFANTIL                         | MARCHAS FÚNEBRES DEDICADAS A LA HERMANDAD INFANTIL | MARCHAS FÚNEBRES DEDICADAS A LA HERMANDAD INFANTIL | MARCHAS FÚNEBRES DEDICADAS A LA HERMANDAD INFANTIL                                                                                                  |
| Nombre                                                                     | Autor                                              | Año de Estreno                                     | Anotaciones |
| -------------------------------------------------------------------------- | -------------------------------------------------- | -------------------------------------------------- | --- |
| Hermandad Infantil, Semillero de Nuestra Fe                                | Roberto Isaac Arango Caballeros                    | 2004                                               | Marcha dedicada a la Hermandad |
| MARCHAS FÚNEBRES DEDICADAS A JESÚS NAZARENO "SALVADOR DE LOS NIÑOS"        |                                                    |                                                    | |
| Nombre                                                                     | Autor                                              | Año de Estreno                                     | Anotaciones |
| Jesús Bendice a los Niños                                                  | Roberto Isaac Arango Caballeros                    | 2004                                               | Marcha oficial, es una readaptación de la marcha "Consagración, Jesús de la Caída", del mismo autor, cambiando la dedicatoria al Nazareno Infantil. |
| Jesús Nazareno de San Nicolás                                              | Martín Basilio                                     | 2014                                               | Segunda marcha oficial, conmemorativa de la I velación anual.                                                                                       |
| MARCHAS FÚNEBRES DEDICADAS A LA VIRGEN DE DOLORES "REINA DEL JUEVES SANTO" |                                                    |                                                    | |
| Nombre                                                                     | Autor                                              | Año de Estreno                                     | Anotaciones |
| Madre Divina                                                               | Roberto Isaac Arango Caballeros                    | 2004                                               | Marcha oficial. |
| La Dolorosa de San Nicolás                                                 | Martín Basilio                                     | 2014                                               | Segunda marcha oficial, conmemorativa de la I velación anual.                                                                                       |

#### Sociedad de devotos de Ntro. Padre Jesús Cautivo y María Santísima de la Esperanza
La Sociedad de Devotos de Nuestro Padre Jesús Cautivo se erige como una comunidad ferviente de creyentes en la ciudad de Quetzaltenango, dentro de la jurisdicción canónica de la parroquia de San Nicolás, integrada en la arquidiócesis de los Altos. Fue fundada mediante acta el último domingo de noviembre en el año 2019 en la solemnidad de Cristo Rey del Universo, sin embargo ya se habían tenido conversaciones de la necesidad de esta agrupación desde el 20 de octubre anterior, como respuesta al crecimiento y avance de la devoción hacia la Imagen del Cristo de Medinaceli, posteriormente renombrada como Jesús Cautivo debido a la complejidad del nombre de la devoción iniciada en Madrid, España.
El origen de la devoción se remonta a la llegada de la imagen, traída por el entonces Párroco Miguel Porta en 2013 durante una peregrinación a la Basílica de Santa María de Guadalupe, en Ciudad de México. En ese contexto, el Grupo Juvenil Misionero Génesis, quien la tuvo a su cuidado, fue testigo de la necesidad de formalizar y asegurar la continuidad de los cultos en honor a esta venerada imagen.

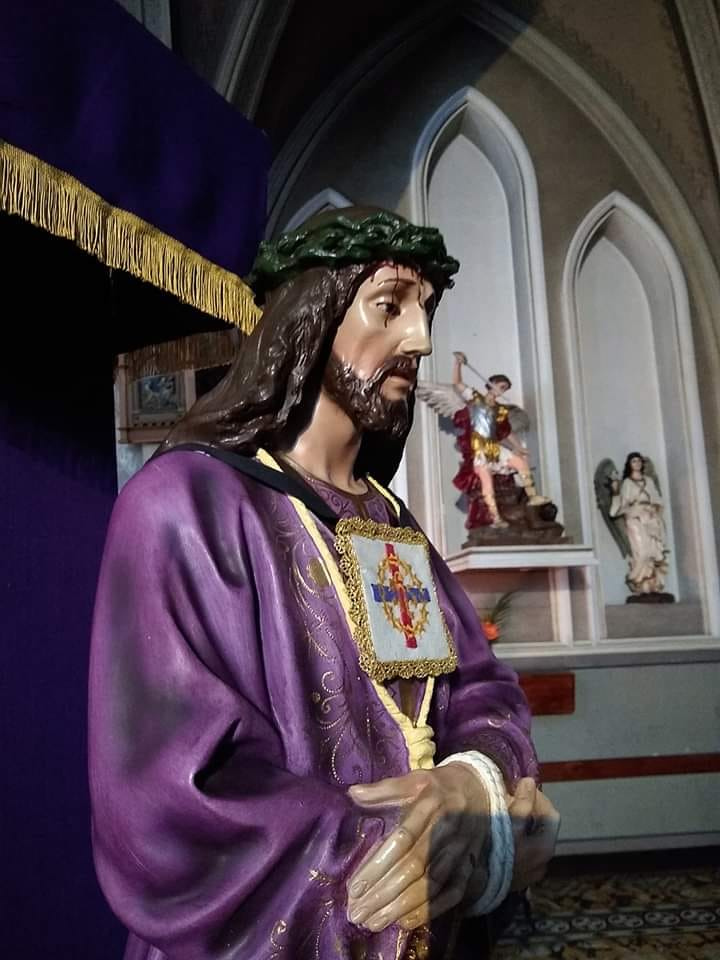
Imagen primitiva de Jesús Cautivo

La imagen hoy conocida como primitiva es entonces venerada inicialmente bajo el nombre de Jesús de la Paciencia, posteriormente el Jesús de Medinaceli tras el estudio de la iconografìa y por último producto de la complejidad del nombre y poco contexto del por qué, se adopta la advocación de Jesús Cautivo. La misma fue posesionada por primera vez en el año 2017, en una procesión del silencio  realizada el 5.º domingo de cuaresma, sin embargo, debido al ascenso en popularidad de la procesión de ese mismo domingo en Antigua Guatemala la asistencia fue poca, así un grupo de devotos solicitaron poder realizar un vía crucis con la imagen el Viernes de Dolores, el mismo finalizó en la capilla de la Colonia San Antonio, por la hora y debido a que los jóvenes de Grupo Génesis tenían otras actividades ya planificadas se planificó devolver la imagen el día lunes santo, sin embargo varias personas de la capilla se acercaron la Padre tras la misa de ramos pidiendo que la imagen permaneciera en la capilla hasta el día sábado Santo puesto que en ésta no habían imágenes de pasión. 
El cortejo procesional de cuaresma al año siguiente se trasladó al 4.º domingo de Cuaresma donde la afluencia fue mayor y nuevamente se realizó el viacrucis del Viernes de Dolores, permaneciendo nuevamente la Imagen en capilla San Antonio hasta el sábado Santo.
En 2019, un grupo de devotos tomó la decisión de llevar a cabo los cultos alrededor de la imagen de una forma independiente. Así mismo, a solicitud de los devotos y vecinos de la Colonia San Antonio, se realizó el Vía Crucis de Viernes de Dolores donde nuevamente la imagen permaneció creándose la costumbre y generando así un pequeño grupo de devotos para asegurar la tradición y el buen cuidado de la Imagen.
A finales del año 2019, junto a la formalización de la sociedad, gracias a la colaboración de varios devotos se mandó realizar una imagen en talla de madera de un metro de Jesús Cautivo, inspirándose en la Imagen del mismo nombre de Málaga España, la cual se tenía contemplada fuese entregada el 4.º domingo de cuaresma de 2020 para su bendición y posterior cortejo procesional que debió ser suspendido debido a la pandemia de COVID-19. El viacrucis se ha realizado casi todos los años a excepción del año 2020 debido a la ya mencionada crisis sanitaria, sin embargo, el cortejo procesional cuaresmal ya no se retomó hasta el año 2024. Finalmente, la nueva imagen fue bendecida el 22 de noviembre de 2020
En el año 2023 con el apoyo financiero de los devotos y gestiones de la Junta de Gobierno se manda a burilar una imagen en talla de madera de 1 metro de María Santísima, inspirada en el estilo escultórico de las dolorosas españolas, de manera especial en Maria Santisima de la Estrella, Nuestra Señora de la Esperanza Macarena y Nuestra Señora de la ESperanza del Barrio de Triana, todas ellas de Sevilla. Siendo esta recibida en la última semana de noviembre y bendecidaLa imagen fue bendecida el 17 de diciembre de 2023. el 3.er domingo de Adviento, conmemorando el Domingo “in Gaudete” y la fiesta litúrgica de la Expectación de Nuestro Señor Jesucristo, siendo la talla bendecida bajo la advocación de María Santísima de la Esperanza
La admisión en la Sociedad implica la realización de una promesa solemne por parte de sus miembros, comprometiéndose a defender la fe y a mantener fidelidad a la Iglesia Católica, de allí sus dos títulos “Fervosa y muy leal”. Esta agrupación adopta conscientemente el título de "sociedad" Siguiendo la inspiración del mismo título elegido por Don Bosco, la sociedad busca trascender los límites de la devoción interna para desempeñar un papel activo en la difusión de la fe y el mensaje evangélico en la comunidad de Quetzaltenango y sus alrededores.
La institución se inspira en las tradiciones españolas, lo que se refleja en su parafernalia, como el estilo de sus estandartes, la vestimenta de los directivos, y el estilo de sus andas. Además, en lugar de utilizar matracas o timbres para marcar un cambio de turno, emplean un "martillo llamador", similar al que se utiliza en Sevilla.

##### Procesiones
- Cuarto Domingo de Cuaresma (Procesión de Rogativa): Puesto que la función principal de la institución, por voluntad propia, es ayuda al depósito de la fe, la institución realiza durante cuaresma La Procesión de Rogativa por la fe de la Iglesia y el fortalecimiento del Clero, siendo esta celebrada por primera vez en 2017, en el Quinto Domingo de Cuaresma, propio de la romería de Cuaresma de la Parroquia en la cual se encuentra hospedada. Sin embargo, posteriormente se decidió trasladar esta celebración a la Cuarta semana de Cuaresma.[177][176]

- Sábado de Pasión o anterior a ramos (Estación de Penitencia): La sociedad lleva a cabo su estación de penitencia el sábado anterior a ramos. Durante este cortejo procesional, se reza el Santo Viacrucis, que tiene lugar desde la capilla de la Colonia San Antonio.[178][177]

##### Principales Cultos Propios
- Primer Viernes de Marzo: Debido a la influencia que la Archicofradía primaria del Cristo de Medinaceli de Madrid, imprimió en sus devotos, el primer viernes de marzo se ofrece la Santa Eucaristía y la Imagen queda expuesta a Besapies en la parroquia San Nicolás.

- Romería del Quinto Viernes de Cuaresma: Como parte de los cultos conjuntos de la parroquia San Nicolás, las imágenes de pasión de esta (la parroquia) son expuestas al culto público por un periodo de aproximadamente 48 horas.

- 23 de Octubre, Festividad del Divino Redentor: Puesto que la imagen tiene como parte de su historia la intervención de la Orden de la Santísima Trinidad y la redención de los Cautivos, el 23 de octubre se conmemora esta fiesta con Solemne Eucaristía y es la fecha que se toma de manera oficial como el aniversario de Fundación de la Sociedad y principales los cultos a Ntro. Padre Jesús Cautivo se trasladan al penúltimo domingo de octubre.

- Tercer Domingo de Adviento Conmemoración de la Festividad de la Expectación de Nuestro Señor y principales cultos a María Santísima de la Esperanza, si bien la fecha litúrgica de esta festividad es el 18 de diciembre, 7 días antes de la Natividad de Ntro. Señor, por cuestiones de calendario los cultos se trasladan al penúltimo domingo de Adviento, siendo el tercero.

#### Hermandad de la Consagrada Imagen del Señor Sepultado "Cristo de la Paz" de San Nicolás y Hermandad de la Consagrada Imagen de la Virgen de Dolores de San Nicolás
Al finalizar la Semana Santa de 1891, se convocó a las personas con recursos económicos a colaborar en la adquisición de una imagen destinada a la ermita de San Nicolás. Entre los principales contribuyentes se destacaron las hermanas Luisa y Viviana Hurtado, siendo Viviana quien asumió la responsabilidad de encargar la imagen en alguno de los talleres de la Ciudad de Guatemala. 
En 1892, Viviana Hurtado viajó a la Ciudad de Guatemala, donde permaneció varios meses. Posteriormente, informó que la imagen había sido entregada. Aunque se desconoce el nombre del autor de la imagen, ya que Viviana no reveló quién fue ni dónde la adquirió, se ha datada entre los siglos XVII y XVIII. La imagen presenta rasgos artísticos que difieren del barroco guatemalteco, exhibiendo características del barroco italiano o alemán. Por ello, se cree que Viviana pudo haberla adquirido en un templo de la Ciudad de Guatemala, Antigua Guatemala, o de alguna familia particular, dado que era común que las familias conservaran imágenes de tamaño real en sus hogares.
En 1893, la imagen participó en su primer cortejo procesional, acompañada por numerosos cargadores pertenecientes a las cofradías de la ermita. Fue transportada en una urna conocida como "de las palomitas", denominada así por las palomas de bronce que adornaban cada una de sus esquinas, y que fue elaborada en Francia. Para 1894, la procesión ya congregaba a un gran número de personas, y en 1895 se incorporaron algunos de los primeros ornamentos de la imagen.
Como consecuencia de la destrucción de la ermita de San Nicolás durante el Terremoto de 1902, la imagen fue trasladada provisionalmente a un templo de madera. Este traslado se realizó mientras se completaba la construcción de la actual parroquia de San Nicolás, que fue inaugurada y bendecida en 1946.
A raíz del mismo terremoto, la imagen de la Virgen de Dolores que acompañaba el cortejo procesional sufrió daños significativos, por lo que, a partir de 1903, se gestionó el préstamo de la Virgen de Dolores del Hospital de San Juan de Dios, conocida también como la Dolorosa de Anguiano, para que acompañara la procesión.
En 1922, en un contexto de tenciones sociales entre ladinos e indígenas, Viviana Hurtado propuso que la hermandad estuviera compuesta exclusivamente por ladinos, lo que dio lugar a la creación de la Asociación de Ladinos del Señor Sepultado de San Nicolás, conocida hoy como la Hermandad del Señor Sepultado de San Nicolás. Actualmente, es la única hermandad en Quetzaltenango que posee todos los "pasos" del viacrucis.
Ese mismo año, cuando los miembros de la Hermandad del Señor Sepultado de San Nicolás llegaron al Hospital San Juan de Dios para recoger a la Dolorosa, se encontraron con que los cofrades de las asociaciones del hospital llegaron antes y se la habían llevado, lo que presentó un problema para la hermandad. Como solución temporal, obtuvieron en préstamo la Virgen de Dolores de la familia Pereira, la cual fue utilizada entre 1922 y 1925, año en que nuevamente se permitió el préstamo de la imagen del Hospital San Juan de Dios.
La Junta Directiva del periodo 1925-1926 incluyó en su plan de trabajo la elaboración de una imagen de la Virgen de Dolores, junto con San Juan Apóstol, Santa María Magdalena y siete ángeles que representaran las siete frases de Jesucristo en la Cruz. Para financiar este proyecto, muchas familias y la mayoría de los socios contribuyeron económicamente. Las obras, a cargo de Julio Dubois, llegó a Quetzaltenango en marzo de 1926 y salieron en procesión ese mismo año, fundándose la Hermandad de la Virgen de Dolores de San Nicolás en 1934.
El Señor sepultado de San Nicolás fue consagrado el 5 de julio de 1992, con una eucaristía campal en el atrio de la parroquia de San Nicolás, mientras que la Virgen de Dolores fue consagrada el 20 de agosto de 2000.

##### Procesiones
- Quinto Viernes de Cuaresma (Infantil): El cortejo procesional en honor a las réplicas infantiles del Señor Sepultado y la Virgen de Dolores se realiza en las calles cercanas a la parroquia y se lleva a cabo con la participación de los niños de la comunidad. El evento culmina en la casa social de la hermandad.[184]

- Jueves Santo (Procesión del Silencio): Las alegorías procesionales son trasladadas desde la casa social de la hermandad hasta la parroquia de San Nicolás.[183]

- Viernes Santo (Camino asl Santo Entierro): La procesión de "Penitencia" es la principal actividad de la hermandad, en la que se conmemora la muerte de Jesucristo, razón por la cual la imagen fue traída a la ciudad. Esta procesión ecorre la tradicional "Estación"[180]

- Segundo Domingo de Septiembre (Velación de la Virgen de Dolores): El segundo domingo de septiembre se lleva a cabo la Velación de la Virgen de Dolores, una celebración dedicada a conmemorar los siete Dolores de María.[185]

- Tercer Domingo de Noviembre (Velación del Señor Sepultado): En 1948, el Comité de Socios del Señor Sepultado de la Ciudad Capital se reunió con el comité Pro-urna para evaluar la realización de una velación del Señor Sepultado, similar a las que se hacían en otras ciudades. La propuesta fue presentada el 2 de octubre de 1949 a la Junta Directiva, y tras su aprobación, la primera velación se celebró el 6 de noviembre de 1949, invitando a socios y hermandades de distintas localidades. Este evento se convirtió en un acontecimiento anual y fue la primera de su tipo en Quetzaltenango.[186]

##### Composiciones Musicales
| MARCHAS FÚNEBRES DEDICADAS AL SEÑOR SEPULTADO     | MARCHAS FÚNEBRES DEDICADAS AL SEÑOR SEPULTADO | MARCHAS FÚNEBRES DEDICADAS AL SEÑOR SEPULTADO | MARCHAS FÚNEBRES DEDICADAS AL SEÑOR SEPULTADO                                   |
| Nombre                                            | Autor                                         | Año de Estreno                                | Anotaciones                                                                     |
| ------------------------------------------------- | --------------------------------------------- | --------------------------------------------- | ------------------------------------------------------------------------------- |
| San Nicolás                                       | Víctor Guerrero                               | 1960                                          | Marcha oficial                                                                  |
| Señor de San Nicolás                              | Roberto Isaac Arango Caballeros               |                                               | Segunda marcha oficial.                                                         |
| Señor Sepultado de San Nicolás                    | Pedro Donis Flores                            |                                               | Tercera marcha oficial                                                          |
| ¡Clemencia! mi Señor Sepultado de San Nicolás     | Giovanni Alberto Saquiq Batz                  | 2017                                          | Marcha conmemorativa de los 125 años de advenimiento y 25 años de consagración. |
| Divino Señor Sepultado de San Nicolás             | Joaquín Alejandro Vega Cáceres                | 2022                                          | Marcha conmemorativa del Centenario de Hermandad                                |
| La Velación del Sepultado                         | Romeo reyes                                   | 2023                                          |                                                                                 |
| Jesús Sepultado de San Nicolás                    | César Augusto Arévalo                         | 2017                                          |                                                                                 |
| MARCHAS FÚNEBRES DEDICADAS A LA VIRGEN DE DOLORES |                                               |                                               |                                                                                 |
| Nombre                                            | Autor                                         | Año de Estreno                                | Anotaciones                                                                     |
| Mujer, ¿por qué lloras?                           | Mariano de Jesús Moreno Díaz                  |                                               | Marcha oficial                                                                  |
| Dolorosa de San Nicolás                           | Cristian Andrino                              | 2022                                          |                                                                                 |

### Parroquia de San Bartolomé

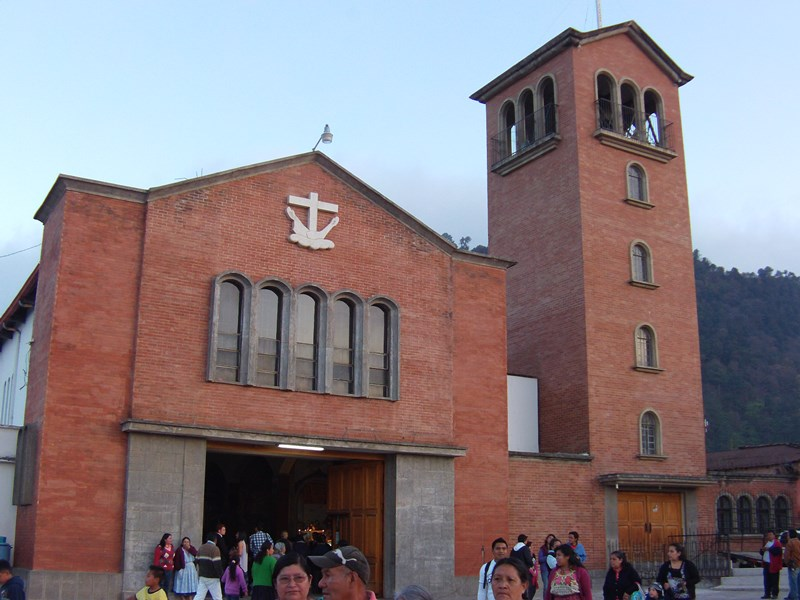
Parroquia de San Bartolomé, también conocida como el "Antiguo Calvario"

En 1550 se estableció la ermita conocida como "el Calvario". Posteriormente, en el siglo XVII el calvario fue trasladado a su ubicación actual, por lo que esta área comenzó a conocerse como el barrio "San Bartolomé". Sin embargo, la ermita fue destruida durante el terremoto de 1902, lo que llevó a la necesidad de reconstruirla. Así, en 1930, los vecinos del barrio de San Bartolomé formaron la primera directiva del Comité Pro-construcción. Los trabajos de reconstrucción comenzaron en 1952; no obstante, dado que la edificación original presentaba daños significativos y era de pequeñas dimensiones, en 1960 se inició la construcción de la actual parroquia, la cual fue finalizada en 1963 bajo la dirección de la Orden Franciscana. En la década de 1990, se inauguraron el campanario de la iglesia y la Gruta de Lourdes.

#### Hermandad mixta de Jesús Nazareno del Barrio de San Bartolomé y María Santísima de los Dolores

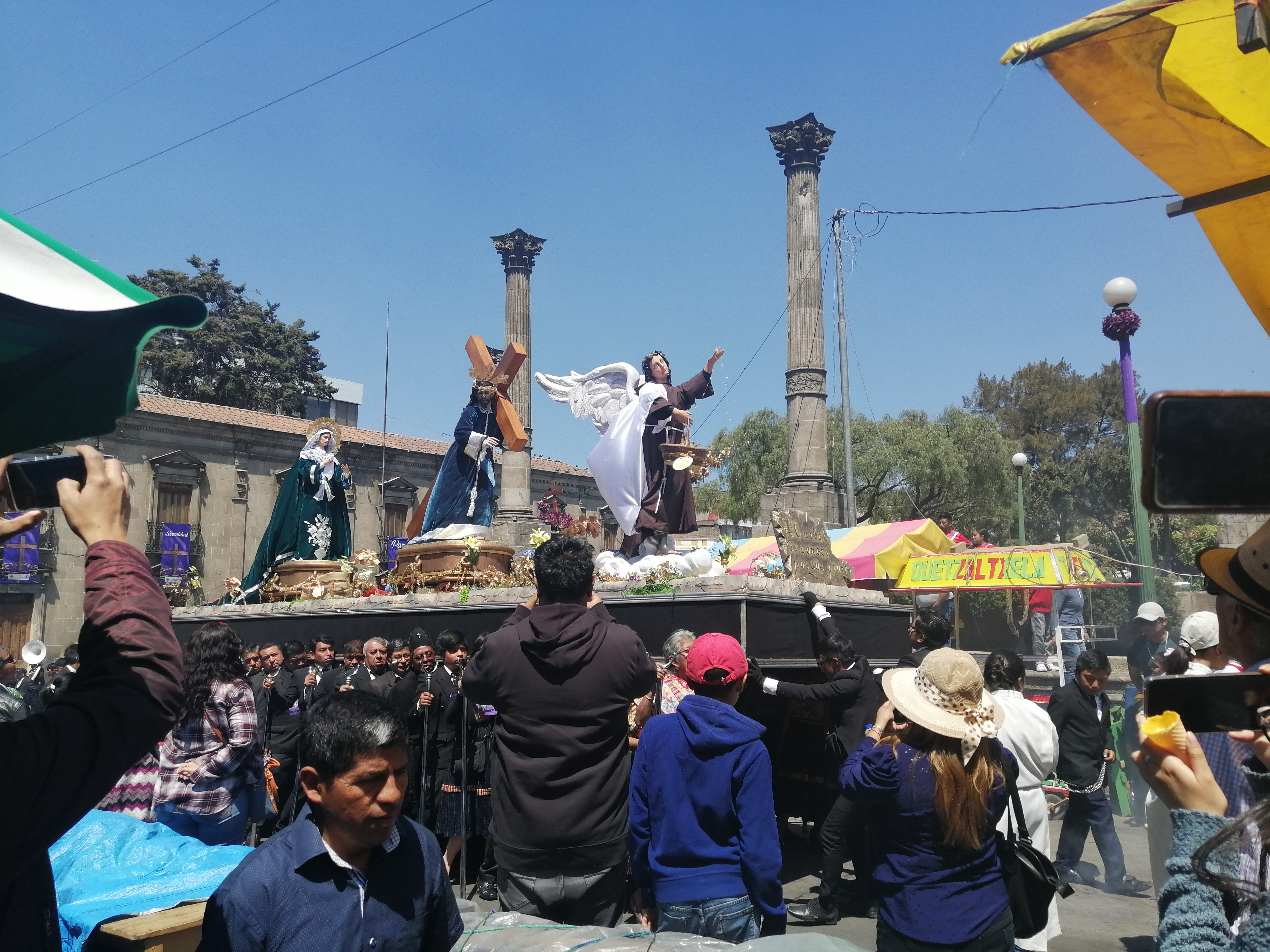
Procesión de Jesús Nazareno del Barrio de San Bartolomé y María Santísima de los Dolores en 2024, en Quetzaltenango.

La imagen de Jesús Nazareno de San Bartolomé es una talla barroca, de la cual se posee documentación de su existencia desde 1741, año en el que se menciona que una cruz, actualmente perteneciente al Cristo de Esquipulas de la parroquia, fue donada al Nazareno, por lo que se estima que la imagen data del siglo XVII o XVIII. Existe también evidencia fotográfica de la década de 1890 que muestra una procesión en la que el Nazareno estaba acompañado de una Dolorosa y una imagen de Jesús de la Humildad, también conocido como Jesús "a Gatas".
En el pasado, esta imagen estuvo al cuidado de una cofradía, aunque se desconoce la duración de su existencia. Tras el Terremoto de 1902, que destruyó el antiguo calvario, muchas imágenes, incluida la del Nazareno, fueron trasladadas y almacenadas en distintas locaciones. En el caso del Nazareno, fue llevado a las bodegas de la catedral, donde permaneció hasta la construcción de la actual parroquia. La hermandad actual sostiene la hipótesis de que la cofradía original pudo haberse disuelto en ese período.
La hermandad actual fue fundada en junio de 2014 por un grupo de diez personas con el propósito de organizar un cortejo procesional en honor a Jesús Nazareno, custodiado en la parroquia de San Bartolomé. Se estableció como una hermandad mixta de hombres y mujeres. La primera procesión se realizó en 2016. En 2017, una imagen de la Virgen Dolorosa procedente de Salcajá acompañó el cortejo; sin embargo, debido a dificultades en la organización, la imagen no volvió a participar, y la procesión de 2018 no se llevó a cabo, siendo reinstaurada en 2019.
Si bien en el pasado la imagen del Nazareno había sido acompañada por varias imágenes de la Virgen Dolorosa, la hermandad actual consideraba poco probable contar con una en sus procesiones en los próximos años. Sin embargo, en 2023, una familia del barrio de San Bartolomé se puso en contacto con la hermandad para donar una imagen de la Virgen de Dolores, solicitando permanecer en el anonimato. Aunque no se fijó una fecha exacta de entrega, la familia llevó a la Dolorosa en procesión al concluir la velación del segundo sábado de Cuaresma. La imagen fue tallada para complementar las características de la imagen del Nazareno.

##### Procesiones
- Segundo Domingo de Cuaresma (Velación): Desde su fundación, se decidió que la hermandad realizaría su cortejo procesional el Segundo Domingo de Cuaresma, debido a la cantidad de socios que posee. Esta decisión se tomó para evitar la complicación de participar el Viernes Santo, cuando muchas hermandades realizan sus procesiones. Actualmente, esta procesión también cumple con el rol de velación.[48]

- Lunes Santo (Penitencia): En el año 2022, debido a la cercanía y relación de la parroquia de San Bartolomé con el Templo de La Transfiguración, se organizó una procesión conjunta entre ambas parroquias.[48]

##### Composiciones Musicales
| MARCHAS FÚNEBRES DEDICADAS A JESÚS NAZARENO | MARCHAS FÚNEBRES DEDICADAS A JESÚS NAZARENO | MARCHAS FÚNEBRES DEDICADAS A JESÚS NAZARENO | MARCHAS FÚNEBRES DEDICADAS A JESÚS NAZARENO |
| Nombre                                      | Autor                                       | Año de Estreno                              | Anotaciones                                 |
| ------------------------------------------- | ------------------------------------------- | ------------------------------------------- | ------------------------------------------- |
| Jesús Nazareno de San Bartolomé             | Leonel Jarquín                              | 2016                                        | Marcha oficial                              |
| El Nazareno de mi Barrio                    | Víctor Alfonso Saquiq Yax                   | 2020                                        | Segunda marcha oficial.                     |
| Una Plegaria al Nazareno de San Bartolomé   | Ángel Puac                                  | 2023                                        |                                             |

Existe un son, un género de música tradicional guatemalteca interpretada en marimba, titulado "María es el camino para llegar al Señor", dedicado a las imágenes del Jesús Nazareno y María Santísima de los Dolores.

#### Hermandad del Señor Sepultado de San Bartolomé y Hermandad de la Virgen de Dolores de San Bartolomé
La imagen del Señor Sepultado fue burilada por Julio Dubois en 1946. Posteriormente, en 1947, fue donada al comité Pro-construcción de la parroquia de San Bartolomé por Martín de Paz. Esta imagen fue bendecida el 30 de marzo de ese mismo año. Además, su primer enser consistió en una túnica de seda color blanco, la cual fue donada por el presidente del comité Pro-construcción de la parroquia en ese momento.
En 1947 se instituyó la romería del tercer viernes, cuya finalidad fue recaudar fondos para la construcción de la parroquia. A partir de 1948, la imagen del Señor Sepultado formó parte de este evento, lo que fomentó la el involucramiento de la población. Ese mismo año, se donó su primera urna, que era de caoba y estaba sostenida por cuatro ángeles, además de uno más que se encontraba en la parte superior, sosteniendo una cruz en las manos y en posición de reverencia.
El 27 de marzo de 1949 fue fundada la Fraternidad del Señor Sepultado de San Bartolomé; posteriormente, el 5 de julio de ese mismo año, se cambió el nombre a Hermandad del Señor Sepultado de San Bartolomé.
La imagen de la Virgen de Dolores fue donada por Arturo Mendizábal y Rosa de Paz de Mendizábal, quienes también aportaron la imagen de Santa María Magdalena. Por otro lado, la imagen de San Juan fue donada por Adrián Velásquez. Todas estas tallas son obras del escultor Julio Dubois. La Hermandad de la Virgen de Dolores fue fundada en marzo de 1950, y en 1963, la insignia que porta la presidenta de la hermandad fue donada por la familia Reyes Fuentes.

##### Procesiones
- Tercer Viernes de Cuaresma (Infantil): Las réplicas infantiles fueron donadas por María Magdalena Cojulum Chávez en 2007. A partir de 2008, se fundaron las hermandades infantiles y se comenzó a realizar la procesión infantil.[206]

- Viernes Santo (Penitencia): La primera procesión de Penitencia realizada por las instituciones tuvo lugar en 1950, saliendo a las 5:30 de la tarde. Actualmente, la procesión sigue el recorrido de "la Estación".[205]

##### Composiciones Musicales
| MARCHAS FÚNEBRES DEDICADAS AL SEÑOR SEPULTADO      | MARCHAS FÚNEBRES DEDICADAS AL SEÑOR SEPULTADO | MARCHAS FÚNEBRES DEDICADAS AL SEÑOR SEPULTADO | MARCHAS FÚNEBRES DEDICADAS AL SEÑOR SEPULTADO                                   |
| Nombre                                             | Autor                                         | Año de Estreno                                | Anotaciones                                                                     |
| -------------------------------------------------- | --------------------------------------------- | --------------------------------------------- | ------------------------------------------------------------------------------- |
| Señor de San Bartolomé                             | Roberto Isaac Arango Caballeros               |                                               | Marcha oficial                                                                  |
| Homenaje al Señor Sepultado de San Bartolomé       | Juan Colop Hernández                          |                                               |                                                                                 |
| Por Él y en Él                                     | Edgar O. Cortez                               | 2023                                          | Marcha conmemorativa de los 75 años de fundación de la hermandad                |
| Et sepultus est (Y fue sepultado)                  | Luis Armando Ventura                          | 2023                                          | Marcha conmemorativa de los 75 años de fundación de la hermandad                |
| MARCHAS FÚNEBRES DEDICADAS A LA VIRGEN DE DOLORES  |                                               |                                               |                                                                                 |
| Nombre                                             | Autor                                         | Año de Estreno                                | Anotaciones                                                                     |
| Bodas de Oro, Virgen de Dolores de San Bartolomé   | Juan Colop Hernández                          | 2000                                          | Marcha oficial, conmemorativa de los 50 años de fundación de la hermandad       |
| Madre Dolorosa de San Bartolomé, Bodas de Diamante | Ángel Puac                                    | 2025                                          | Marcha conmemorativa de los 75 años de advenimiento y fundación de la hermandad |

### Templo de La Transfiguración

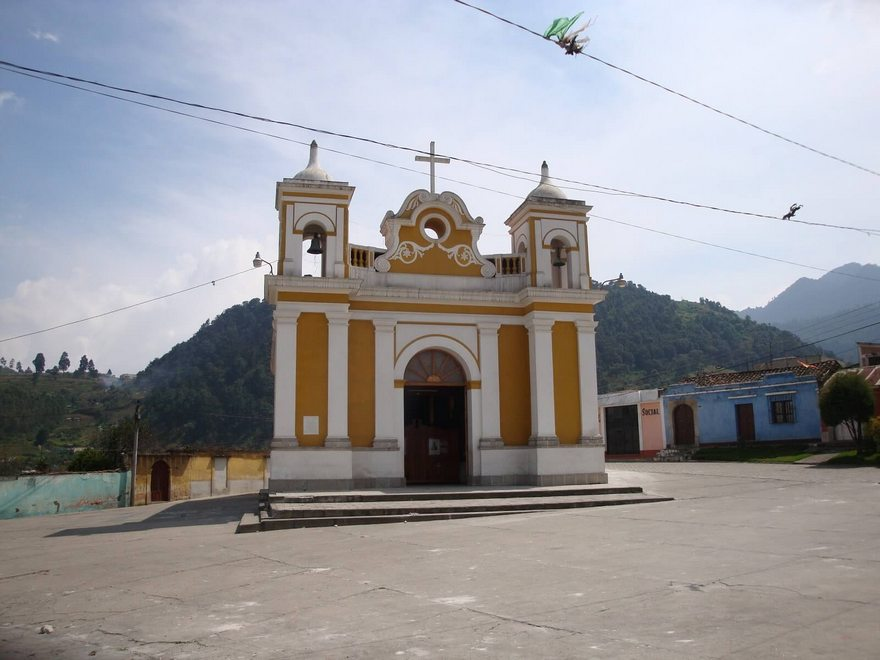
Templo de La Transfiguración

La ermita de La Transfiguración fue construida entre los siglos XVII y XVIII, durante la época colonial, en uno de los puntos más altos de la ciudad, razón por la cual se le dedicó a este patronazgo. Sin embargo, el terremoto de 1902 destruyó la ermita, y las autoridades de la época plantearon vender el terreno o darle otro uso. Ante esta situación, los vecinos se comunicaron telegráficamente con el presidente Manuel Estrada Cabrera, solicitando su autorización para construir un nuevo templo en el mismo lugar. Estrada Cabrera respondió favorablemente, permitiendo que la construcción comenzara el 16 de septiembre de 1911, y concluyera en 1924.
Entre 1965 y 1966, un grupo de vecinos, con el apoyo de la Municipalidad de Quetzaltenango, pavimentó el atrio del templo. Posteriormente, entre 2015 y 2016, se llevó a cabo una restauración en el techo, cambiando la estructura de madera y lámina del mismo. Actualmente, el templo es administrado por la parroquia de San Bartolomé.

#### Hermandad Infantil del Templo La Transfiguración
La procesión infantil del Templo La Transfiguración tiene registros desde 1955, siendo una de las primeras procesiones infantiles documentadas en Quetzaltenango. Originalmente, fue organizada por el comité a cargo del templo con el objetivo de recaudar fondos para la construcción del camerín de la imagen del Divino Salvador del Mundo. En sus primeras ediciones, el cortejo incluía una imagen de la Virgen de Dolores de pequeñas dimensiones, junto con el Nazareno Infantil que actualmente encabeza la procesión de la Congregación de Jesús de la Columna.
A inicios de los años 2000, la imagen original de la Virgen de Dolores fue sustraída, junto con otras piezas del templo. Posteriormente, una familia donó nuevas imágenes, de autor anónimo, pero procedentes de Esquipulas.
A principios de la década de 2010, debido a las limitaciones económicas del comité rector del templo, grupos de vecinos comenzaron a organizarse como comités de apoyo. Finalmente, en 2024 se fundó la Hermandad Infantil del Templo La Transfiguración, aunque sigue bajo la dirección del comité rector del templo. Una de las particularidades de la procesión es la presencia de una centuria romana infantil.

##### Procesiones
- Cuarto Viernes de Cuaresma (Penitencia): En el marco de la romería del Cuarto Viernes de Cuaresma, con sede en el Templo de La Transfiguración, la Hermandad Infantil es la encargada de realizar la respectiva procesión infantil del templo.[214]

##### Composiciones Musicales
| MARCHAS FÚNEBRES DEDICADAS A JESÚS NAZARENO INFANTIL              | MARCHAS FÚNEBRES DEDICADAS A JESÚS NAZARENO INFANTIL | MARCHAS FÚNEBRES DEDICADAS A JESÚS NAZARENO INFANTIL | MARCHAS FÚNEBRES DEDICADAS A JESÚS NAZARENO INFANTIL |
| Nombre                                                            | Autor                                                | Año de Estreno                                       | Anotaciones                                          |
| ----------------------------------------------------------------- | ---------------------------------------------------- | ---------------------------------------------------- | ---------------------------------------------------- |
| Semillero de fe a Jesús nazareno del templo de la transfiguración | Luis Armando Ventura                                 | 2025                                                 | Marcha Oficial                                       |

#### Hermandad del Señor Sepultado de la Transfiguración y Hermandad de la Virgen de Dolores de la Transfiguración
La imagen del Señor Sepultado originalmente se encontraba en la ermita de San Nicolás. En 1892, fue donada y trasladada al oratorio de La Transfiguración, coincidiendo con la llegada de la actual imagen del Señor Sepultado de San Nicolás.
En 1902, el Terremoto de San Perfecto destruyó el oratorio, y las imágenes que allí se resguardaban fueron trasladadas a los hogares de los vecinos. El Señor Sepultado fue acogido en la residencia de Esteban Cotom, en la que permaneció hasta la finalización de la construcción del nuevo templo en 1924.
En 1925, un grupo de devotos se organizó bajo el nombre de "Grupo de Cargadores" y llevó a cabo el primer cortejo procesional de Viernes Santo del templo.
Originalmente, el templo no contaba con una Dolorosa, por lo que el Señor Sepultado era acompañado por la Virgen de Dolores de la Hermandad del Divino Justo Juez de Catedral. Posteriormente, se utilizó una imagen de María Auxiliadora, prestada por un vecino, adaptada como Dolorosa.
En 1936, un grupo de vecinos encargó una Dolorosa al taller de Rosalío Coyoy Estrada. La talla resultó ser similar a la Virgen de Soledad del Calvario de Quetzaltenango. Posteriormente, la imagen fue entregada en 1937 junto con otros objetos de la Pasión, como una cruz, clavos y un martillo, lo que llevó a que se le conociera como "La Virgen de los Enseres", y el 3 de mayo de ese mismo año, se fundó la Hermandad de la Santísima Virgen de Dolores del Templo La Transfiguración.
El 11 de marzo de 1941 se fundó la Hermandad del Señor Sepultado del Templo La Transfiguración, y posteriormente, sus estatutos y reglamento interno fueron aprobados el 1 de marzo de 1974.

##### Procesiones
- Cuarta Semana de Cuaresma (Traslados): Durante la Cuarta Semana de Cuaresma, se llevan a cabo los traslados de las imágenes del Señor Sepultado y la Virgen de Dolores desde las residencias de los Presidentes hasta el templo, en preparación para la Romería del cuarto viernes de Cuaresma.[216][218]

- Viernes Santo (Camino al Santo Entierro): El cortejo procesional recorre las principales calles de Quetzaltenango, principalmente la famosa "Cuesta de La Transfiguración", y "La Estación", durante la cual se realiza la que es considerada (la segunda alfombra más grande a nivel nacional), saliendo a las 16:45 horas.[216]

##### Composiciones Musicales
| MARCHAS FÚNEBRES DEDICADAS AL SEÑOR SEPULTADO                              | MARCHAS FÚNEBRES DEDICADAS AL SEÑOR SEPULTADO | MARCHAS FÚNEBRES DEDICADAS AL SEÑOR SEPULTADO | MARCHAS FÚNEBRES DEDICADAS AL SEÑOR SEPULTADO |
| Nombre                                                                     | Autor                                         | Año de Estreno                                | Anotaciones |
| -------------------------------------------------------------------------- | --------------------------------------------- | --------------------------------------------- | --- |
| Historia de La Transfiguración                                             | Juan Colop Hernández                          |                                               | Marcha oficial |
| Señor Sepultado de La Transfiguración                                      | German Florencio García Gómez                 |                                               | Segunda marcha oficial |
| La Cuesta del Señor Sepultado de La Transfiguración                        | Juan Colop Hernández                          | 2016                                          | |
| Por Mí Murió                                                               | Edgar O. Cortez                               | 2016                                          | Marcha conmemorativa de los 75 años de hermandad. |
| Tú eres mi Salvador                                                        | Marlon Iván Juárez                            | 2016                                          | Marcha conmemorativa de los 75 años de hermandad. |
| La Unción del Señor Sepultado del Templo La Transfiguración                | Víctor Alfonso Saquiq Yax                     | 2019                                          | |
| 80 años Hermandad de La Transfiguración                                    | Edgar O. Cortez                               | 2021                                          | Marcha conmemorativa de los 80 años de hermandad. |
| 100 años de amor al Cristo de La Transfiguración                           | Diego Fernando Hernández C.                   | 2025                                          | Marcha conmemorativa de los 100 años procesionales. |
| Un Siglo de Fe Procesional al Señor Sepultado de La Transfiguración        | Luis Armando Ventura                          | 2025                                          | Marcha conmemorativa de los 100 años procesionales. |
| 100 años de Fe Procesional al Señor Sepultado de La Transfiguración        | Edgar Cortéz                                  | 2025                                          | Marcha conmemorativa de los 100 años procesionales. |
| Cristo Yacente de La Transfiguración                                       | Alan Minera                                   | 2025                                          | Marcha conmemorativa de los 100 años procesionales. |
| MARCHAS FÚNEBRES DEDICADAS A LA VIRGEN DE DOLORES                          |                                               |                                               | |
| Nombre                                                                     | Autor                                         | Año de Estreno                                | Anotaciones |
| Dolorosa Madre de La Transfiguración                                       | Juan Alberto Tistoj                           |                                               | Marcha oficial |
| Dolorosa de La Transfiguración                                             | Germán Florencio García Gómez                 |                                               | Segunda marcha oficial |
| La Cuesta de la Dolorosa de La Transfiguración                             | Edgar O. Cortez                               |                                               | No se posee ninguna grabación de la marcha; sin embargo, las partituras están en posesión de la hermandad.                                                   |
| 75 Años de Hermandad de la Virgen de Dolores del Templo La Transfiguración | Rolando Lucas Mejía                           | 2012                                          | No se posee ninguna grabación de la marcha; sin embargo, las partituras están en posesión de la hermandad; marcha conmemorativa de los 75 años de hermandad. |
| Hágase en mí según tu Palabra                                              | Marlon Iván Juárez                            | 2024                                          | |

Existen unos sones, un género de música tradicional guatemalteca interpretada en marimba, dedicados a la imagen del Señor Sepultado, titulados "Historia de la Transfiguración", de autoría de Edgar René Díaz; y "Un siglo de fe procesional".

### Parroquia de Nuestra Señora de la Merced y San Cristóbal Mártir

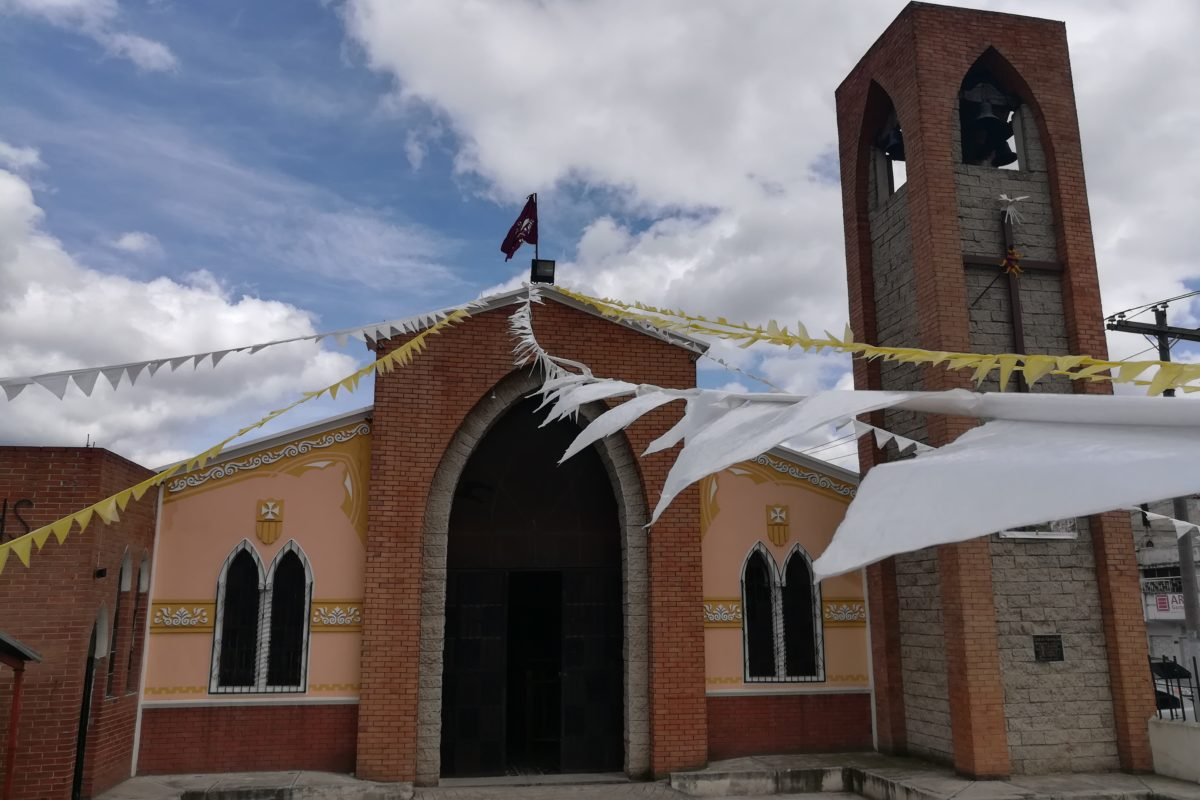
Parroquia de Nuestra Señora de La Merced y San Cristóbal Mártir

En 1954, el arzobispo de la arquidiócesis de Los Altos, monseñor Jorge García y Caballeros, adquirió un terreno de 1770 metros cuadrados a la Sociedad de Pilotos Automovilistas de Occidente, con el propósito de construir un templo y una casa parroquial. En el proyecto participaron residentes del barrio La Ciénaga y miembros del gremio de pilotos automovilistas, quienes impulsaron la construcción de un espacio dedicado a San Cristóbal, su patrono. Durante los primeros años, se erigió una estructura de madera donde se realizaron las celebraciones religiosas.
Luego de aproximadamente 13 años, el arzobispo Luis Manresa y Formosa solicitó a la Orden Mercedaria que se encargara del templo, marcando la llegada de esta orden religiosa a Quetzaltenango el 22 de agosto de 1967. Posteriormente, el 24 de septiembre de 1969, se erigió oficialmente la parroquia de Nuestra Señora de La Merced.

#### Hermandad del Señor Sepultado "Cristo de la Fe y de la Esperanza" del oratorio de La Ciénaga y Hermandad de la Virgen de Dolores del oratorio de La Ciénaga
En agosto de 1924, un grupo de residentes del barrio La Ciénaga en Quetzaltenango se organizó para fundar la Hermandad del Señor Sepultado de La Ciénaga, con el propósito de conmemorar el Viernes Santo. La hermandad fue formalmente establecida el 24 de agosto de ese año. Sin contar con una imagen propia, se les autorizó utilizar temporalmente la imagen del Señor Sepultado que se resguarda en la parroquia de Nuestra Señora de Soledad, El Calvario. Esta situación se mantuvo por cinco años, hasta que la hermandad encargó una imagen del Señor Sepultado al taller de Julio Dubois.
La imagen fue trasladada a Quetzaltenango por el Ferrocarril de Los Altos el 20 de mayo de 1930, acompañada de varios enseres: una corona de espinas de plata, tres clavos de acero fundido, un rótulo con la inscripción "INRI", una cruz de madera y una urna conocida como "de Huachipilín".
Aunque inicialmente se contempló el uso de la imagen para un acto de crucifixión, esta práctica se abandonó para garantizar su conservación.
En 1949, la imagen de la Virgen de Dolores perteneciente a Ovidio Pereira fue prestada para las conmemoraciones de la hermandad. No obstante, en 1968, con la fundación de la Hermandad de la Virgen de Dolores, se encargó la creación de una imagen propia, que fue concluida en 1970. Esta imagen fue custodiada en la casa de Benjamín Arango hasta 1980.
La propuesta para la construcción de un escaparate para la imagen, impulsada por las integrantes de la Hermandad de la Virgen de Dolores, culminó en la edificación del oratorio de La Ciénaga. 
En 2016, la imagen del Señor Sepultado fue sometida a un proceso de restauración y registrada en el Instituto de Antropología e Historia (IDAEH) del Ministerio de Cultura y Deportes. Ese mismo año, la hermandad fue declarada Patrimonio Cultural de la Nación.
El oratorio de La Ciénaga, donde se resguardan ambas imágenes, se caracteriza por tener 38 escalones. Durante los cortejos procesionales, estos deben ser recorridos con el anda procesional, lo cual representa un desafío distintivo para la hermandad.

##### Procesiones
- Tercer Domingo de Cuaresma (Velación): En 2013, se gestionó la aprobación para llevar a cabo la velación anual del Señor Sepultado el tercer domingo de Cuaresma. Durante este proceso, se estableció la advocación "Cristo Yacente de la Fe y la Esperanza", la cual fue autorizada y avalada por el arzobispo de Los Altos, Mario Alberto Molina.[226]

- Viernes Santo (Camino al Santo Entierro): La conmemoración de Viernes Santo fue el evento que motivó la fundación de la Hermandad del Señor Sepultado de La Ciénaga en 1924. Este acto de penitencia ha sido un elemento central en las actividades de la hermandad desde su establecimiento.[226]

##### Composiciones Musicales
| MARCHAS FÚNEBRES DEDICADAS AL SEÑOR SEPULTADO     | MARCHAS FÚNEBRES DEDICADAS AL SEÑOR SEPULTADO | MARCHAS FÚNEBRES DEDICADAS AL SEÑOR SEPULTADO | MARCHAS FÚNEBRES DEDICADAS AL SEÑOR SEPULTADO             |
| Nombre                                            | Autor                                         | Año de Estreno                                | Anotaciones                                               |
| ------------------------------------------------- | --------------------------------------------- | --------------------------------------------- | --------------------------------------------------------- |
| Señor Sepultado de la Merced                      | Antonio Morales Mul                           |                                               | Marcha oficial                                            |
| A tus pies, Señor Sepultado de la Merced          | Ángel Puac                                    | 2022                                          |                                                           |
| El Redentor de la Ciénaga                         | Romeo Reyes                                   | 2024                                          |                                                           |
| Cien Años Señor Sepultado de la Ciénaga           | Crisitan López Solís                          | 2024                                          | Marcha conmemorativa del centenario de hermandad          |
| Pater Noster                                      | Erick Portillo Colindres                      | 2024                                          | Marcha conmemorativa del centenario de hermandad          |
| Merced, Fe y Devoción                             | Romeo Reyes                                   | 2024                                          | Marcha conmemorativa del centenario de hermandad          |
| Ten Piedad y Misericordia de Nosotros             | Christian Juárez                              | 2024                                          | Marcha conmemorativa del centenario de hermandad          |
| MARCHAS FÚNEBRES DEDICADAS A LA VIRGEN DE DOLORES |                                               |                                               |                                                           |
| Nombre                                            | Autor                                         | Año de Estreno                                | Anotaciones                                               |
| Madre y Merced de Dios                            | Edson Antonio López                           | 2019                                          | Marcha oficial, conmemorativa de los 50 años de hermandad |

Existe un son, un género de música tradicional guatemalteca interpretada en marimba, titulado "Lágrimas de Jesús", dedicado a la imagen del Señor Sepultado. Esta pieza fue compuesta por Byron Gómez en 2005, en conmemoración del 75 aniversario de la llegada de la imagen a la ciudad.

### Rectoría de San Juan de Dios

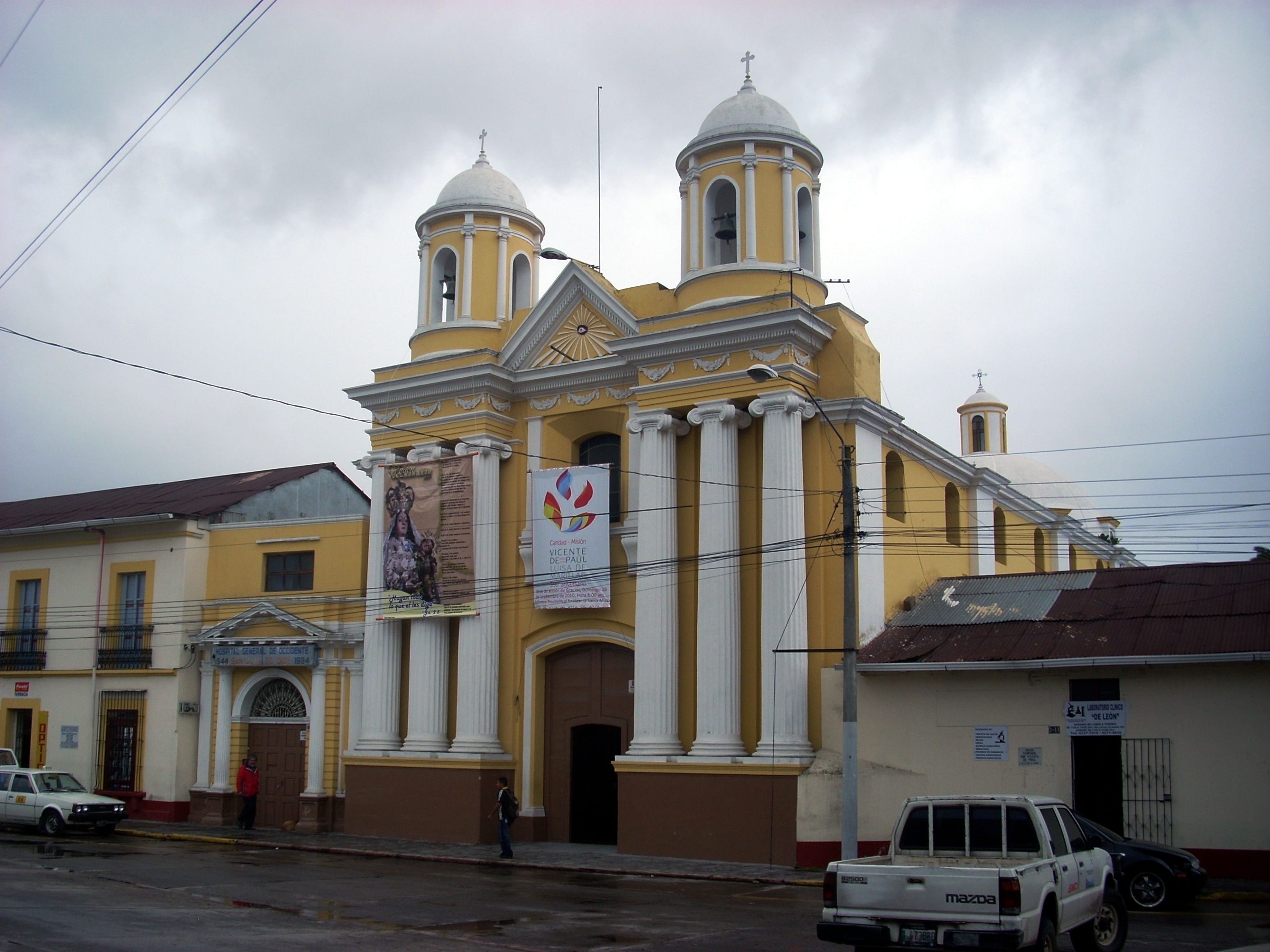
Rectoría de San Juan de Dios

En 1844 fue inaugurado el Hospital San Juan de Dios en respuesta a la urgente necesidad de un centro hospitalario, luego de que la región enfrentara una epidemia de cólera morbus años antes. Un año después, en 1845, se construyó el primer oratorio, y en 1847 se colocó la primera piedra del nuevo templo, el cual fue inaugurado oficialmente el 8 de marzo de 1854.
El hospital, se sostuvo mediante donaciones particulares y otros ingresos generados por las fincas que poseía. El terremoto de 1902, destruyó esta edificación, y los trabajos de reconstrucción comenzaron poco tiempo después, finalizando aproximadamente en 1910.
Durante el gobierno de Miguel Ydígoras Fuentes (1958-1963), todas las propiedades del hospital, donadas por particulares, fueron transferidas al Estado. Como resultado, la institución se quedó sin los recursos necesarios para continuar sus labores, limitándose exclusivamente al uso del templo.

#### Hermandad de la Consagrada Imagen de Jesús Nazareno de San Juan de Dios "El Canchito", Protector de Quetzaltenango y Hermandad de la Consagrada Imagen de la Virgen de Dolores de Anguiano de San Juan de Dios
A mediados del siglo XIX, en una vivienda de la calle de San Antonio (actualmente 13 avenida y 6.ª calle de la zona 1 de Quetzaltenango), se reportó la aparición de la talla de la Virgen de Dolores. Existen dos relatos sobre este suceso. La versión más conocida, documentada por el Sistema de Información Cultural del Ministerio de Cultura y Deportes, indica que la casa pertenecía a Francisco Anguiano. Al trasladarse a la Ciudad de Guatemala, Anguiano dejó la vivienda bajo el cuidado de un ama de llaves, quien alertó a las autoridades tras escuchar ruidos en el desván. Al realizar la inspección, se encontró una imagen de la Virgen Dolorosa. La otra versión, recopilada por Erick García en su artículo "Tradición oral en torno a las imágenes de devoción en el centro histórico de la ciudad de Quetzaltenango. Lo que cuenta los fieles" (2018), sostiene que la vivienda era originalmente de Ignacio Campos, de origen español. Antes de regresar a España, Campos pidió a su amigo Mariano Anguiano que cuidara la casa. Similar al primer relato, Anguiano escuchó ruidos en el desván y, al investigar, se encontraron dos cajas: una con la imagen de la Virgen Dolorosa y todas sus joyas, y otra con un santo desconocido.
Independientemente de la versión, se desconoce el autor de la imagen y las circunstancias de su llegada a la vivienda. Se sabe que la Virgen Dolorosa quedó bajo el resguardo de la familia Anguiano hasta que, en 1864, fue trasladada al Templo de San Juan de Dios. Un registro documenta esta donación, que se realizó con la condición de que la imagen siempre se reconociera como perteneciente a la familia Anguiano.
En 1910, el presidente Manuel Estrada Cabrera encargó al escultor hondureño Salvador Posadas la creación de una imagen de Jesús Nazareno para Quetzaltenango, la ciudad natal del mandatario.Sin embargo, al recibir la escultura, Estrada Cabrera no la aprobó debido a sus facciones morenas, ya que deseaba una imagen de piel clara con la que la población ladina se identificara con la talla. La escultura original fue enviada a Momostenango, Totonicapán.
Una vez completada la nueva imagen, que fue aceptada por el presidente, fue donada a las Hermanas de la Caridad del Templo de San Juan de Dios en Quetzaltenango. Debido a sus características, la imagen recibió el apodo de "El Canchito", que se utiliza en Guatemala para referirse a personas de tez clara y cabello rubio.
Con el apoyo de la madre superiora del hospital de San Juan de Dios y la autorización de Estrada Cabrera, quien exoneró a la institución de impuestos, se fundó la Congregación de Jesús Nazareno el 16 de abril de 1916. En 1926, la congregación pasó a llamarse "Hermandad" por disposición eclesiástica.
En 1925, algunos miembros de la Hermandad de Jesús Nazareno fundaron la Hermandad de la Virgen de Dolores del Templo de San Juan de Dios.
En 1965, la imagen de Jesús Nazareno fue trasladada al altar mayor del templo con la aprobación del arzobispo de Los Altos, como parte de las celebraciones por el 50 aniversario de la Hermandad.
La imagen de Jesús Nazareno fue consagrada el 9 de marzo de 2003 por el arzobispo de Los Altos, Víctor Hugo Martínez, en una misa campal, y el 17 de abril de 2016, con motivo del centenario de la Hermandad, se le otorgó el título de "Protector de Quetzaltenango".La Virgen de Dolores fue consagrada el 22 de noviembre de 2013 en una ceremonia en el frontispicio de la rectoría de San Juan de Dios.

##### Procesiones
- Primer Domingo de Cuaresma (Velación de Jesús Nazareno): En 1975, el arzobispo de Los Altos, Luis Manresa Formosa, autorizó la velación de Jesús Nazareno de San Juan de Dios el segundo domingo de noviembre. Sin embargo, en 2003, esta fue trasladada al primer domingo de Cuaresma.[241][242]

- Jueves de Dolores (Infantil): Este día se lleva a cabo la procesión infantil, que corresponde al sexto viernes de Cuaresma.[243]

- Viernes Santo (Penitencia): Originalmente se realizaba el Martes Santo, pero en 1921 se decidió trasladarla al Viernes Santo. Actualmente, esta procesión sigue la tradicional ruta conocida como "Estación".[236][240]

- Cuarto Domingo de Septiembre (Velación de la Virgen de Dolores): Esta velación se estableció como conmemoración de la consagración de la imagen. Inicialmente se realizaba en la tarde, pero debido a las constantes lluvias, se decidió trasladarla a la mañana.[236]

##### Composiciones Musicales
| MARCHAS FÚNEBRES DEDICADAS A JESÚS NAZARENO                       | MARCHAS FÚNEBRES DEDICADAS A JESÚS NAZARENO | MARCHAS FÚNEBRES DEDICADAS A JESÚS NAZARENO | MARCHAS FÚNEBRES DEDICADAS A JESÚS NAZARENO                                                                           |
| Nombre                                                            | Autor                                       | Año de Estreno                              | Anotaciones |
| ----------------------------------------------------------------- | ------------------------------------------- | ------------------------------------------- | --- |
| El Nazareno de San Juan de Dios                                   | Roberto Isaac Arango Caballeros             |                                             | Marcha oficial. |
| Los Nazarenos                                                     | Roberto Isaac Arango Caballeros             |                                             | |
| Protector de Quetzaltenango                                       | Carlos Fernando Contreras Véliz             | 2016                                        | Marcha conmemorativa del centenario de hermandad y del nombramiento como Protector de Quetzaltenango                  |
| Desconsolación                                                    | Rubén Bethancourt                           |                                             | |
| Señor, yo creo en vos                                             | José Dolores Fuentes                        |                                             | |
| Tu vida por mi vida, mi Jesús                                     | Elmer Josué Qujivix Pérez                   |                                             | |
| Homaje y Centenario, Consagrada Hermandad Jesús de Jesús Nazareno | Carlos E. Quemé Soch                        | 2016                                        | Marcha conmemorativa del centenario de hermandad                                                                      |
| Sea tu voluntad, señor                                            | Chrisitan Albizures                         |                                             | |
| Señor, no me abandones                                            | Romeo Oswaldo Bran Ramos                    |                                             | |
| Mi Nazareno de la tierna mirada                                   | Giovanni Batz                               |                                             | |
| ¡Oh, Dulce Jesús Nazareno! (El Canchito)                          | Edgar O. Cortez                             |                                             | |
| Consagrado Nazareno de San Juan de Dios                           | Roberto Isaac Arango Caballeros             |                                             | |
| 100 años de amor                                                  | Rolando Lucas Mejía                         | 2016                                        | Marcha conmemorativa del centenario de hermandad                                                                      |
| Al Nazareno de San Juan de Dios                                   | Héctor Alfredo Gómez Barillas               |                                             | |
| ¡Muéstrame tu Rostro Señor! (El Nazareno del Señor Presidente)    | Joaquín Alejandro Vega Cáceres              | 2024                                        | Marcha conmemorativa de los 500 años de fundación de Quetzaltenango y de evangelización en Guatemala y Centroamérica. |
| Hijo, ¡Ahí tienes a tu Madre!                                     | Edgar O. Cortez                             | 2025                                        | Marcha conmemorativa de los 50 años de velación                                                                       |
| Jesús encuentra a su Santísima Madre                              | Carlos Fernando Contreras Véliz             | 2025                                        | Marcha conmemorativa de los 50 años de velación                                                                       |
| MARCHAS FÚNEBRES DEDICADAS A LA VIRGEN DE DOLORES                 |                                             |                                             | |
| Nombre                                                            | Autor                                       | Año de Estreno                              | Anotaciones |
| La Dolorosa de la Casa de Anguiano                                | José Aníbal Ovando Herrera                  |                                             | Marcha Oficial |
| Al pie de la Cruz                                                 | J. Arístides Rodríguez                      | 1944                                        | |
| María Madre Mía                                                   | David Hurtado                               | 1956                                        | |
| Llena de Gracia                                                   | Joaquín Vega Ortiz                          | 2013                                        | |
| La Mater Dolorosa de San Juan de Dios                             | Héctor Alfredo Gómez Barillas               | 2013                                        | Marcha conmemorativa de la Consagración.                                                                              |
| La Dolorosa de San Juan de Dios                                   | Juan Emmanuel Matías Medio                  | 2025                                        | Marcha conmemorativa del centenario de hermandad                                                                      |

Existe un son, un género de música tradicional guatemalteca interpretada en marimba, titulado "Ha Jesús Nazareno de San Juan de Dios, Protector de Quetzaltenango", cuyo autor es Rolando Lucas Mejía,dedicado a la imagen de Jesús Nazareno. También se ha compuesto una fanfarria llamada "Fanfarria al Nazareno de San Juan de Dios", de Saúl Alejandro López Siquibache

### Parroquia de Nuestra Señora de Soledad, Templo del Calvario

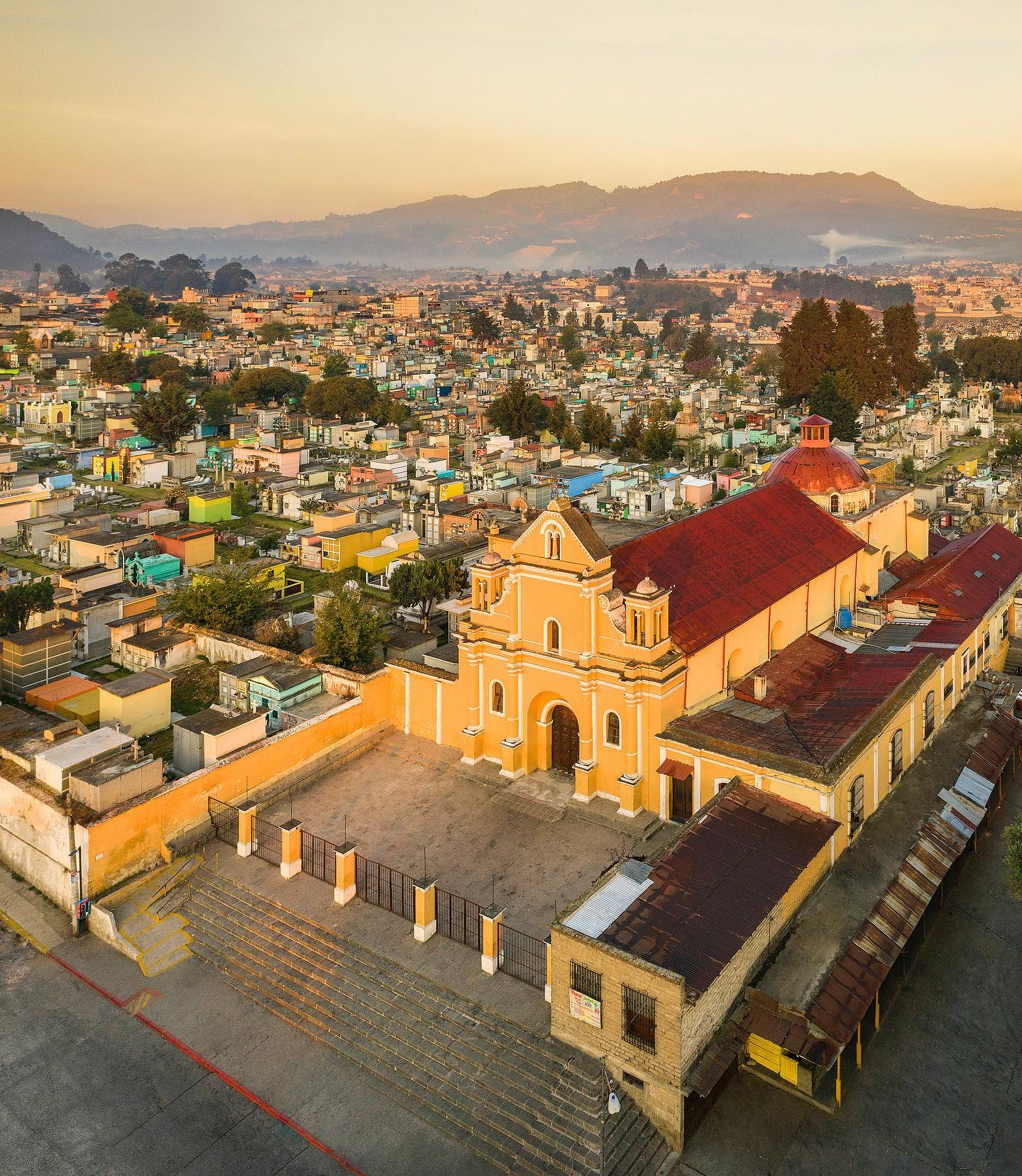
Parroquia de Nuestra Señora de Soledad, Templo el Calvario

Inicialmente, este templo se encontraba en el lugar que hoy ocupa la parroquia de San Bartolomé, siendo trasladada en el siglo XVII a su ubicación actual. Según algunos documentos, la construcción se extendió a lo largo de gran parte del siglo XVI, y se mencionan registros sobre la contratación de los obreros que participaron en la obra, la cual se edificó en una zona elevada para protegerla de las inundaciones. Su construcción finalizó en 1601.El Cementerio General de Quetzaltenango, adyacente a la parroquia, comenzó a funcionar en 1832 y fue formalmente establecido en 1840; actualmente está a cargo de la parroquia.

#### Hermandad mixta de la Consagrada y Coronada Imagen de la Virgen de Soledad, "Reina de la Fe"
Se desconoce el autor y la fecha exacta de la talla de la imagen de la Virgen de Soledad, aunque se estima que fue realizada entre los siglos XVII y XVIII, ya que existen registros de su existencia a inicios del siglo XIX, cuando aún se encontraba en el antiguo Calvario, hoy parroquia de San Bartolomé. 
Los Reyes de España donaron a la imagen 385 cuerdas de terreno (aproximadamente 1395,45 metros cúbicos), que en 1832 fueron destinadas para el uso como cementerio. En 1840, estas tierras fueron expropiadas por el presidente Rafael Carrera para formalizar el establecimiento del Cementerio General de Quetzaltenango.
Inicialmente, la imagen fue resguardada por diversas cofradías, que finalmente se unificaron en una co-cofradía.En 1920, se formó una sociedad mixta que luego se transformó en la Hermandad del Señor de las Tres Caídas y Virgen de Soledad, la cual desapareció en 1944. Ese mismo año, se fundó la Unión Católica, que se hizo cargo de la Virgen de Soledad hasta 1955, cuando fue reorganizada como la Hermandad de Nuestra Señora de Soledad.
El 28 de mayo de 2017, la imagen fue consagrada y coronada bajo el título de "Reina de la Fe". Es la única imagen mariana con la advocación de "Soledad" en Quetzaltenango.

##### Procesiones
- Sábado de Gloria (Pésame):Originalmente, entre los siglos XIX y XX, el cortejo procesional de pésame se realizaba al ingresar el Señor Sepultado de la Catedral, saliendo a la medianoche y realizando el recorrido durante la madrugada. En la década de 1930, el horario se trasladó a la tarde. Esta procesión recorre "La Estación" en sentido inverso, simbolizando el regreso de la Virgen tras sepultar a su hijo.[253][255]
- Tercer Domingo de Mayo (Velación): Instaurada en 2015, esta procesión se realiza en honor al Día de la Madre.[256]

##### Composiciones Musicales
| MARCHAS FÚNEBRES DEDICADAS A LA VIRGEN DE SOLEDAD | MARCHAS FÚNEBRES DEDICADAS A LA VIRGEN DE SOLEDAD | MARCHAS FÚNEBRES DEDICADAS A LA VIRGEN DE SOLEDAD | MARCHAS FÚNEBRES DEDICADAS A LA VIRGEN DE SOLEDAD                  |
| Nombre                                            | Autor                                             | Año de Estreno                                    | Anotaciones                                                        |
| ------------------------------------------------- | ------------------------------------------------- | ------------------------------------------------- | ------------------------------------------------------------------ |
| Lágrimas de soledad                               | Roberto Isaac Arango Caballeros                   |                                                   | Marcha oficial.                                                    |
| Nuestra Señora de soledad                         | José Aníbal Ovando Herrera                        |                                                   | Segunda marcha oficial.                                            |
| Consagrada y Coronada Virgen de Soledad           | Cristian Albizurez                                | 2017                                              | Marcha conmemorativa de la consagración y coronación de la Imagen. |
| Calvario de la Soledad                            | Juan Silverio                                     |                                                   |                                                                    |

### Otras asociaciones participantes
Además de las principales instituciones, existen otras agrupaciones que también participan en las actividades de la Semana Santa en Quetzaltenango.
- Hermandad de Jesús Resucitado y Hermandad de la Virgen María de San Nicolás: Procesionan el Domingo de Resurrección. [261]

Asimismo, existen procesiones que no son organizadas directamente por asociaciones específicas:
- Jesús Resucitado de Catedral (Domingo de Resurrección).[262]
- Jesús Resucitado de La Merced (Domingo de Resurrección).[262]
- Viacrucis con el Señor de las Tres Caídas del Calvario (Viernes Santo).[263]
- Señor Sepultado de San José Patriarca (Viernes Santo).[264]

## Listado de Procesiones
| LISTADO DE PROCESIONES EN QUETZALTENANGO | LISTADO DE PROCESIONES EN QUETZALTENANGO                                                 | LISTADO DE PROCESIONES EN QUETZALTENANGO                                                                                  | LISTADO DE PROCESIONES EN QUETZALTENANGO | LISTADO DE PROCESIONES EN QUETZALTENANGO |
| Cuaresma                                 | Cuaresma                                                                                 | Cuaresma | Cuaresma                                 | Cuaresma                                 |
| Dia                                      | Templo o Cofradia                                                                        | Imagen |                                          |                                          |
| ---------------------------------------- | ---------------------------------------------------------------------------------------- | --- | ---------------------------------------- | ---------------------------------------- |
| Primer Sábado de Cuaresma                | Parroquia de Nuestra Señora de Soledad, Templo El Calvario                               | Virgen de Soledad Infantil                                                                                                |                                          |                                          |
| Primer Domingo de Cuaresma               | Rectoría de San Juan de Dios                                                             | Velación de la Consagrada Imagen de Jesús Nazareno "El Canchito", Protector de Quetzaltenango                             |                                          |                                          |
| Segundo Viernes de Cuaresma              | Santa Iglesia Catedral Metropolitana de Los Altos, Parroquia del Espíritu Santo          | Justo Juez y Virgen de Dolores Infantiles                                                                                 |                                          |                                          |
| Segundo Domingo de Cuaresma              | Parroquia de San Bartolomé                                                               | Jesús Nazareno del Barrio de San Bartolomé y María Santísima de los Dolores                                               |                                          |                                          |
| Segundo Domingo de Cuaresma              | Parroquia de San Nicolás de Tolentino, Templo del Sagrado Corazón de Jesús               | Velación de la Hermandad Infantil de Jesús Nazareno "Salvador de los Niños", y Virgen de Dolores "Reina del Jueves Santo" |                                          |                                          |
| Tercer Viernes de Cuaresma               | Parroquia de San Bartolomé                                                               | Señor Sepultado y Virgen de Dolores Infantiles                                                                            |                                          |                                          |
| Tercer Domingo de Cuaresma               | Oratorio La Ciénaga, Paroquia de Nuestra Señora de la Merced y San Cristóbal Mártir      | Velación del Señor Sepultado "Cristo de la Fe y de la Esperanza"                                                          |                                          |                                          |
| Cuarto Viernes de Cuaresma               | Templo de la Transfiguración                                                             | Hermandad Infantil de Jesús del Consuelo y Virgen de Dolores la Transfiguración                                           |                                          |                                          |
| Cuarto Domingo de Cuaresma               | Parroquia de San Nicolás de Tolentino, Templo del Sagrado Corazón de Jesús               | Nuestro Padre Jesús Cautivo y Virgen de la Esperanza Rogativa                                                             |                                          |                                          |
| Quinto Viernes de Cuaresma               | Parroquia de San Nicolás de Tolentino, Templo del Sagrado Corazón de Jesús               | Señor Sepultado y Virgen de Dolores de San Nicolás infantiles                                                             |                                          |                                          |
| Quinto Domingo de Cuaresma               | Santa Iglesia Catedral Metropolitana de Los Altos                                        | Justo Juez de Cofradía |                                          |                                          |
| Jueves de Dolores                        | Rectoría de San Juan de Dios                                                             | Jesús Nazareno "El Canchito" y Virgen de Dolores de Anguiano infantiles                                                   |                                          |                                          |
| Sábado de Ramos                          | Capilla de la Colonia San Antonio                                                        | Nuestro Padre Jesús Cautivo y Virgen de la Esperanza Penitencia                                                           |                                          |                                          |
| SEMANA SANTA                             |                                                                                          | |                                          |                                          |
| Dia                                      | Templo o Cofradia                                                                        | Imagen |                                          |                                          |
| Domingo de Ramos                         | Santa Iglesia Catedral Metropolitana de Los Altos, Parroquia del Espíritu Santo          | Virgen de Dolores del Justo Juez                                                                                          |                                          |                                          |
| Lunes Santo                              | Santa Iglesia Catedral Metropolitana de Los Altos, Parroquia del Espíritu Santo          | Jesús de la Paciencia y Virgen de Dolores Traslado                                                                        |                                          |                                          |
| Lunes Santo                              | Santa Iglesia Catedral Metropolitana de Los Altos, Parroquia del Espíritu Santo          | Jesús de la Columna y Jesús Nazareno Infantil Traslado                                                                    |                                          |                                          |
| Lunes Santo                              | Templo la Transfiguración (egreso)                                                       | Jesús Nazareno del Barrio San Bartolomé y María Santísima de los Dolores                                                  |                                          |                                          |
| Lunes Santo                              | Parroquia de San Bartolomé (ingreso)                                                     | Jesús Nazareno del Barrio San Bartolomé y María Santísima de los Dolores                                                  |                                          |                                          |
| Martes Santo                             | Santa Iglesia Catedral Metropolitana de Los Altos, Parroquia del Espíritu Santo          | Justo Juez y Virgen de Dolores La Reseña                                                                                  |                                          |                                          |
| Martes Santo                             | Santa Iglesia Catedral Metropolitana de Los Altos, Parroquia del Espíritu Santo          | Jesús de la Paciencia y Virgen de Dolores                                                                                 |                                          |                                          |
| Miércoles Santo                          | Santa Iglesia Catedral Metropolitana de Los Altos, Parroquia del Espíritu Santo          | Jesús de la Columna y Jesús Nazareno Infantil                                                                             |                                          |                                          |
| Jueves Santo                             | Santa Iglesia Catedral Metropolitana de Los Altos, Parroquia del Espíritu Santo          | Justo Juez y Virgen de Dolores La Estación                                                                                |                                          |                                          |
| Jueves Santo                             | Parroquia de San Nicolás de Tolentino, Templo de San Nicolás                             | Hermandad Infantil de Jesús Nazareno "Salvador de los Niños", y Virgen de Dolores "Reina del Jueves Santo"                |                                          |                                          |
| Viernes Santo (Mañana)                   | Santa Iglesia Catedral Metropolitana de Los Altos, Parroquia del Espíritu Santo          | Justo Juez y Virgen de Dolores                                                                                            |                                          |                                          |
| Viernes Santo (Mañana)                   | Rectoría de San Juan de Dios                                                             | Consagradas imágenes de Jesús Nazareno "El Canchito", Protector de Quetzaltenango y Virgen de Dolores de Anguiano         |                                          |                                          |
| Viernes Santo (Mañana)                   | Parroquia de Nuestra Señora de Soledad, Templo El Calvario                               | Viacrucis con el Señor de las Tres Caídas                                                                                 |                                          |                                          |
| Viernes Santo (Noche)                    | Parroquia de San Nicolás de Tolentino, Templo del Sagrado Corazón de Jesús               | Consagradas imágenes del Señor Sepultado "Cristo de la Paz" y Virgen de Dolores                                           |                                          |                                          |
| Viernes Santo (Noche)                    | Santa Iglesia Catedral Metropolitana de Los Altos, Parroquia del Espíritu Santo (egreso) | Señor Sepultado y Virgen de Dolores                                                                                       |                                          |                                          |
| Viernes Santo (Noche)                    | Parroquia de Nuestra Señora de Soledad, Templo El Calvario (ingreso)                     | Señor Sepultado y Virgen de Dolores                                                                                       |                                          |                                          |
| Viernes Santo (Noche)                    | Oratorio la Ciénaga, Parroquia de Nuestra Señora de la Merced                            | Señor Sepultado "Cristo de la Fe y de la Esperanza", y Virgen de Dolores                                                  |                                          |                                          |
| Viernes Santo (Noche)                    | Parroquia de San Bartolomé                                                               | Señor Sepultado y Virgen de Dolores                                                                                       |                                          |                                          |
| Viernes Santo (Noche)                    | Templo La Transfiguración                                                                | Señor Sepultado y Virgen de Dolores                                                                                       |                                          |                                          |
| Viernes Santo (Noche)                    | Parroquia San José Patriarca                                                             | Señor Sepultado |                                          |                                          |
| Sábado de Gloria                         | Parroquia de Nuestra Señora de Soledad, Templo El Calvario                               | Consagrada y Coronada Imagen de Nuestra Señora de Soledad, "Reina de la Fe"                                               |                                          |                                          |
| Domingo de Resurreción                   | Santa Iglesia Catedral Metropolitana de Los Altos, Parroquia del Espíritu Santo          | Señor Resucitado |                                          |                                          |
| Domingo de Resurreción                   | Parroquia de San Nicolás de Tolentino, Templo del Sagrado Corazón de Jesús               | Señor Resucitado y Virgen María                                                                                           |                                          |                                          |
| Domingo de Resurreción                   | Parroquia de Nuestra Señora de la Merced                                                 | Señor Resucitado |                                          |                                          |